# Mamilla
Mamilla (hébreu : ממילא) est un quartier de Jérusalem-ouest en Israël, situé au nord de la vallée du Hinnom qui relie la ville moderne à la porte de Jaffa et à la Vieille Ville.
Ce nom a d'abord été celui d'une église dédiée à Sainte Mamilla puis utilisé pour désigner l'ancien cimetière musulman et l'ancienne piscine Mamilla (en hébreu birket Mamilla).

## Origine du nom
Le nom de « Mamilla » serait celui d'une sainte chrétienne qui prit soin de l'enterrement d'un grand nombre de martyrs chrétiens massacrés pendant le siège de 614 sous l'empire byzantin en Palestine. En son honneur, on construisit à proximité l'église de Sainte Mamilla (en) donc avant la période islamique, sur le site de la Caverne du lion, maintenant située dans le Parc de l'Indépendance. Les ruines en étaient toujours visibles en 1882.

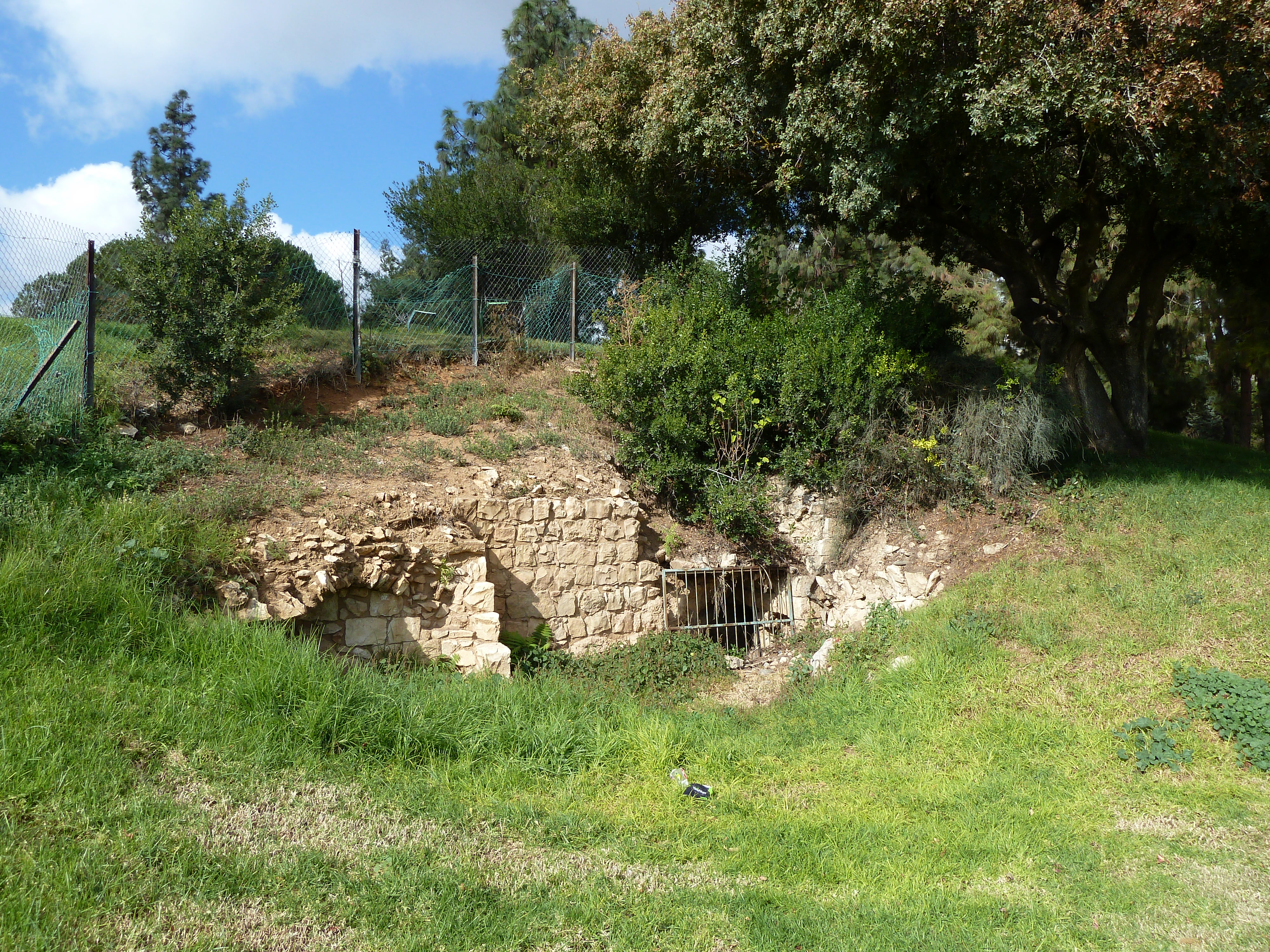
La Caverne au lion dans le parc de l'indépendance, sur une partie du cimetière antique.

L'expression Charnier du lion vient d'une légende racontant que les corps des chrétiens tués lors du siège de Jérusalem par Chosroës (VIIe siècle) furent portés en une nuit par un lion dans les sépulcres qui entouraient l'église.
Une autre source indique que le nom de Mamilla viendrait de l'arabe Zaytun al-milla pour « les oliviers de la religion », qui serait « une distorsion couramment utilisée du nom Mamilla » et el bab al-milla qui signifie « la porte de la religion ».
Abd_al-Ghani_al-Nabulsi (en) écrit dans Al-Haqiqa, après ses voyages dans la région en 1693-1694 : « Il est dit que son nom d' origine est Ma'man Illah et parfois il a été appelé Bab Allah [porte de Dieu]. Il est aussi appelé 'il-Zeitun Milla. Son nom, selon les Juifs, est Beit Milo [maison de Milo] et aux Chrétiens, Babilla. Mais il est connu des gens ordinaires comme Mamilla ».
Dans son ouvrage majeur, le professeur de l'université d'Oxford, médiéviste et spécialiste de l'histoire du judaïsme talmudique, Adolphe Neubauer, donne l'orthographe Memillé, en 1868.

## Géographie
La vallée de Guei Hinnom ((fr) Géhenne) contourne une partie de la colline de Sion, débute à l’ouest de la vieille ville sous le nom parfois de « vallée de Mamilla », car c'est dans son lit que naît Mamilla, près de l’actuelle porte de Jaffa (he. Sha'ar Yafo ; ar. Bab al'Khalil, porte d'Hébron), puis la vallée se dirige vers le sud et l'est pour poursuivre sa course.
La superficie totale de Mamilla est de 0,12 kilomètre carré.
Aujourd'hui situé au nord des quartiers de Talbiya et de la Jewish colony de Yemin Moshé, à l'est de ceux de Shaarei Hessed et de Rehavia, et au sud de celui de Musrarra, le quartier Mamilla fait donc la jonction entre la Vieille ville et la ville moderne.

## Histoire
La piscine de Mamilla est un bassin d'alimentation en eau de Jérusalem souvent attribué à Hérode Ier le Grand.
Le site de Mamilla a été le lieu d'un massacre lors du siège de Jérusalem par les Perses en 614 (voir plus bas Histoire du cimetière musulman de Mamilla).

### AuXIXesiècle
Situé juste devant cette porte de Jaffa qui est l'entrée principale de la Vieille ville de Jérusalem, Mamilla est l'un des premiers quartiers construits conjointement à la deuxième moitié du XIXe siècle par des Juifs et des Arabes puis des Chrétiens majoritairement protestants, en dehors des murailles de la Vieille ville qui avait du mal à contenir les Hiérosolymitains devenus surnuméraires intra muros et dont les habitants les plus pauvres (principalement juifs) ne pouvaient plus payer au mois de Muharram un an de loyer (coûteux) d'avance à leurs propriétaires arabes pour de petits logements sombres, vétustes et malsains, sans eau mais prenant la pluie et donc vivre dans des conditions sanitaires déplorables,. Mamilla était aussi destiné à loger les immigrants et voyageurs arrivés à Jérusalem qui souffrait d'une pénurie de logements, entraînant une insalubrité dont témoignent les nombreux récits de voyages en Terre sainte.

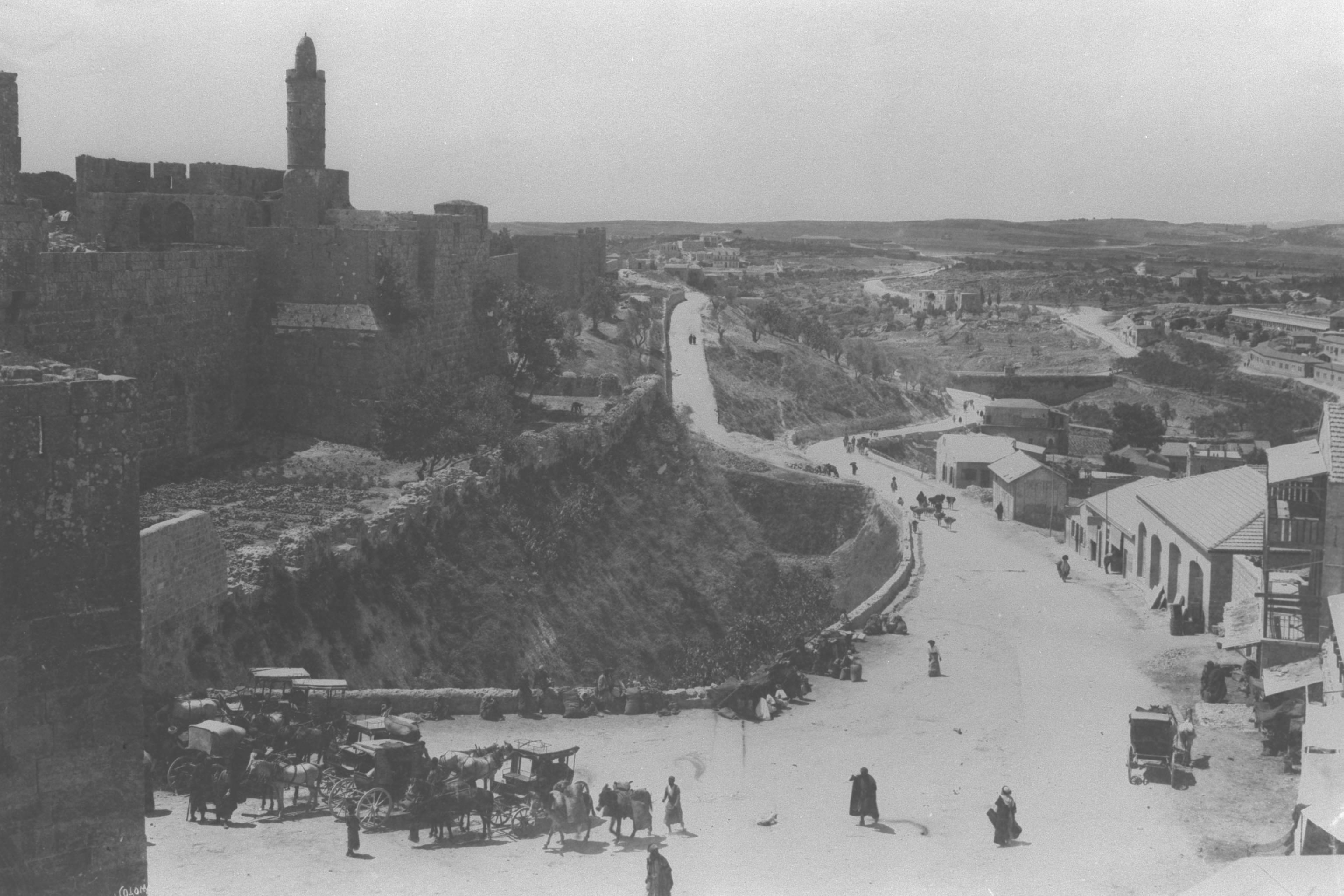
Les murailles à la porte de Jaffa et la route de Jaffa d'où arrivent et partent les voitures, 1912. (Mamilla est à droite)

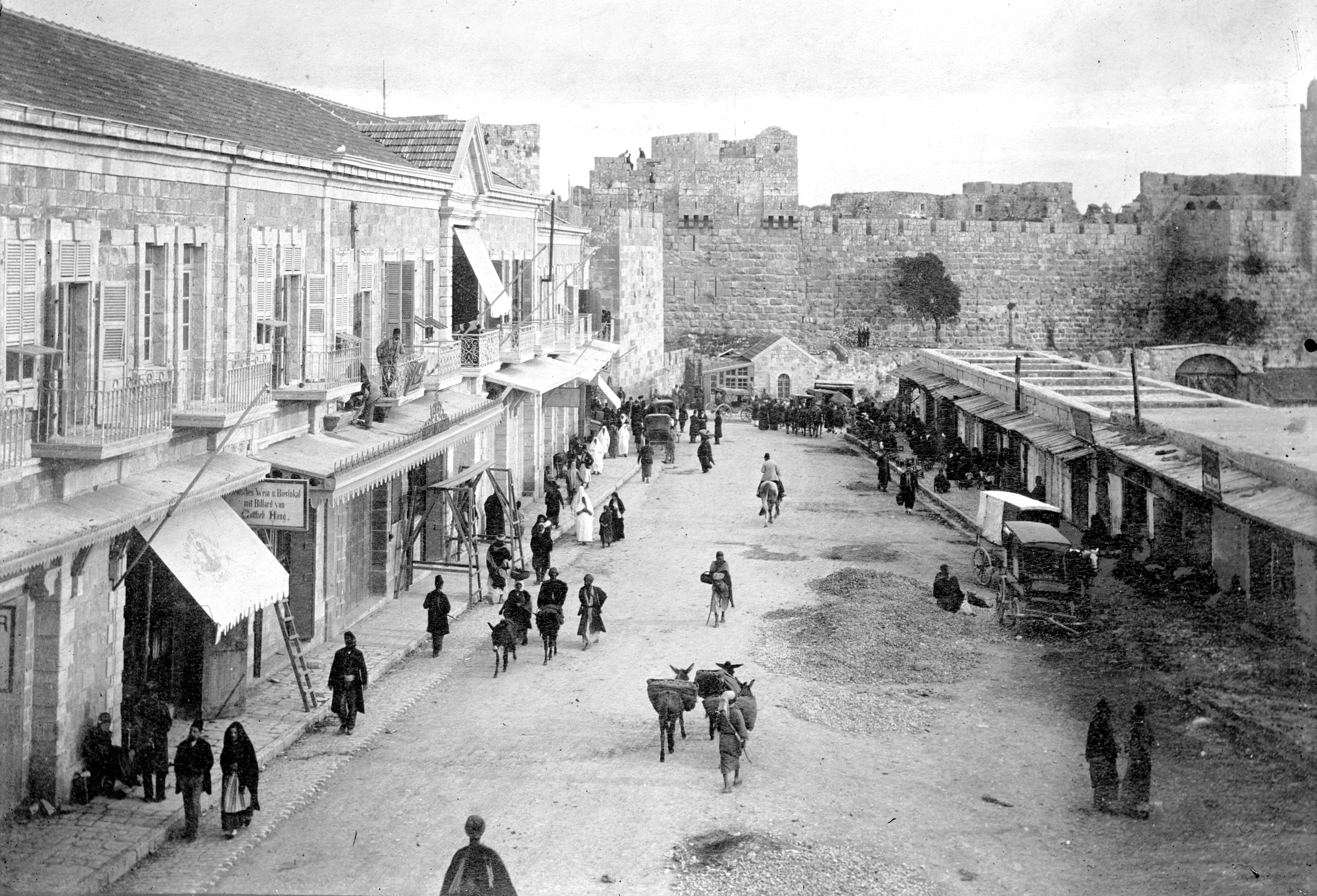
Extérieur de la porte de Jaffa avec ses nouveaux bâtiments, magasins et échoppes, fin du XIXe s.

Au XIXe siècle, la porte de Jaffa est le point de départ des caravanes, des marchands et des pèlerins se rendant à Jaffa. À partir de 1869, ils peuvent emprunter la nouvelle route carrossable reliant cette porte à la ville de Jaffa. On y trouve un bazar, des dépôts de marchandises et des auberges où accueillir modestement voyageurs, caravaniers et commerçants qui arrivent à cette porte principale de la Vieille ville, mais aussi des cabanes en bois en guise de logements pour les Juifs, du fait des contraintes immobilières du gouvernement ottoman de Jérusalem et de l'indigence de ces habitants.

En deuxième partie du XIXe siècle, et plus encore après la guerre de Crimée (1853-56), les autorités ottomanes prennent différentes dispositions qui vont changer la perception et la configuration de la ville de Jérusalem, et participer ainsi à son expansion. Elles améliorent la sécurité publique des habitants et voyageurs qui souffraient de nombreux vols, agressions et meurtres, et elles luttent efficacement contre les animaux sauvages (loups, chacals) qui hantaient la ville. Plus encore, elles assouplissent certaines lois contraignant les minorités juives et chrétiennes qui commencent à bénéficier d'une plus grande tolérance entraînant plus de sécurité physique mais aussi de nouveaux droits de propriété s'ouvrant aux étrangers (1867) ; de ce fait, leurs constructions à l'extérieur de la Vieille ville se multiplient, et majoritairement en 1876, près de la route de Jaffa.

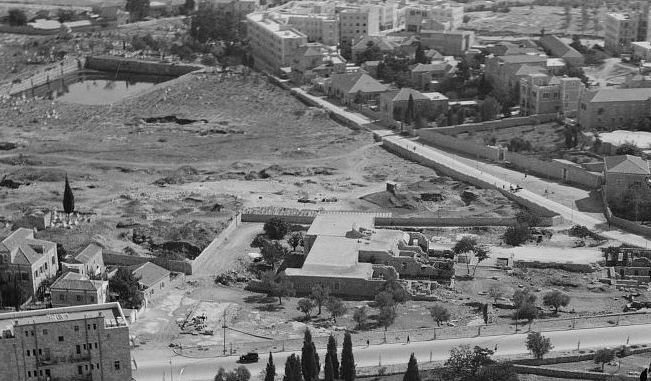
Le quartier avec en haut, le bassin Mamilla entouré du cimetière, les ruines de l'hôtel de la Rédemption de J. Merkus en bas et la rue G. Agron sur la droite, v. 1950.

Dès lors et afin d'améliorer les conditions de vie du quartier Mamilla en plein essor mais ainsi devenu insalubre, endiguer les épidémies de lèpre dont la faculté doutait de la contagiosité et de choléra (1865 et 1892), et accueillir les nombreux voyageurs, plusieurs nouveaux bâtiments d'architecture européenne y sont érigés sur des terrains achetés avec des fonds juifs ou chrétiens, souvent par des philanthropes et beaucoup d'origine étrangère,. L'incitation sioniste et l'arrivée de réfugiés juifs des pogroms de Russie poussent à construire dans ce quartier de nouveaux logements modestes pour les abriter. Aussi, un dispensaire, une léproserie de trente-trois lits (Mamilla Leper home, 1876), des hôpitaux comme celui de Saint-Louis (1881) ou (1886) de Saint-Vincent-de-Paul (qui loue juste en face de ses murs, ses échoppes aux marchands juifs), un orphelinat, un centre culturel juif maghrébin (1854), des églises, un monastère du Rosaire (1880), des écoles, et d'autres bâtiments autonomes et d'initiative privée voient le jour, et compensent en partie les déficiences de l'administration ottomane.

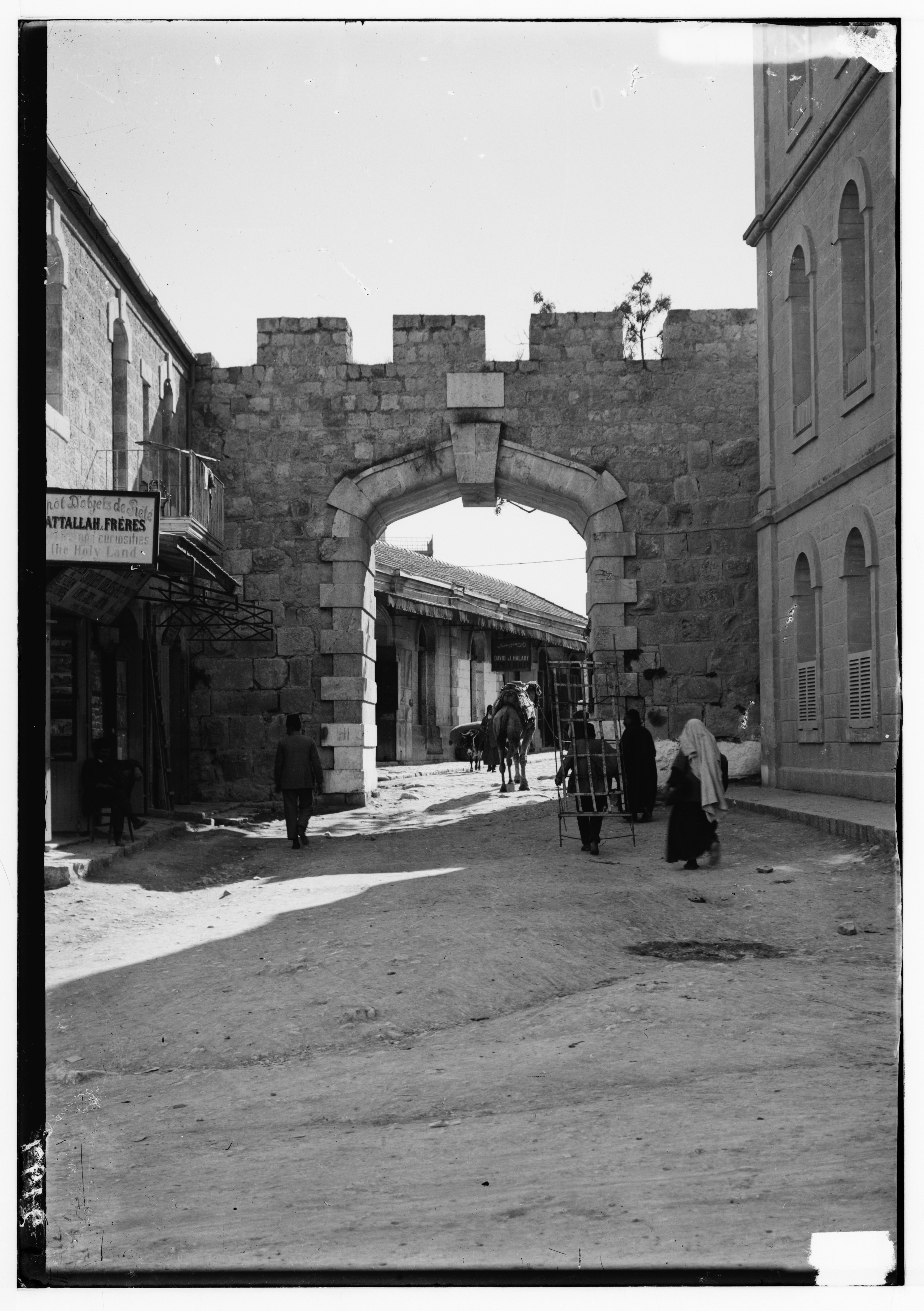
Porte Neuve, 1900-1920

En 1872, Jeanne Merkus (nl), une philanthrope mystique millénariste néerlandaise, considérant que le royaume de Dieu est proche, achète un terrain à la lisière sud de Mamilla et y commence la construction par un architecte français d'un « palais de la Rédemption » afin d'accueillir dignement les futurs disciples de Jésus. Les travaux sont suspendus en 1876 en réaction après la lutte de la philanthrope contre les musulmans dans les Balkans (afin d'y défaire la puissance ottomane et « libérer Jérusalem » de son joug), puis totalement abandonnés en 1883. Cette « fille de Sion », comme elle se nommait, finit ainsi par être ruinée et retourne aux Pays-Bas.
La nouvelle politique fiscale (1877) de la municipalité ottomane lui permet d'investir dans des projets publics pour améliorer la vie des citoyens. Elle choisit la porte de Jaffa pour y installer le premier jardin municipal (al'Muntaza al'Baladi, le Parc de la ville) de Jérusalem abritant le Café Belediye (Café de la mairie) et un kiosque à musique inaugurés par Huseyn Salim al'Husseini (1892), y érige un hôpital public (1891), une pharmacie (1892) et plus tard, un autre bâtiment municipal (1896) à l'angle des rues de Mamilla et Jaffa.
À partir de la fin des années 1870, Jérusalem confirme sa volonté de ne plus se limiter aux quartiers de l'Ancienne cité enfermés depuis le XVIe siècle, voire d'expansion, en multipliant des gestes d'ouverture et de communication vers la ville moderne qu'elle intègre : les portes de la Vieille ville, telle celle de Jaffa donnant sur Mamilla, ne sont plus fermées la nuit ; pour faciliter la circulation avec l'hôpital St-Louis, l'hospice Notre-Dame de France et les lieux saints, la muraille d'enceinte de la Vieille ville est même percée par les Français pour créer la Porte Neuve (the New Gate, ha-Sha'ar he-Khadash, Bab al-Jedid) en 1889.

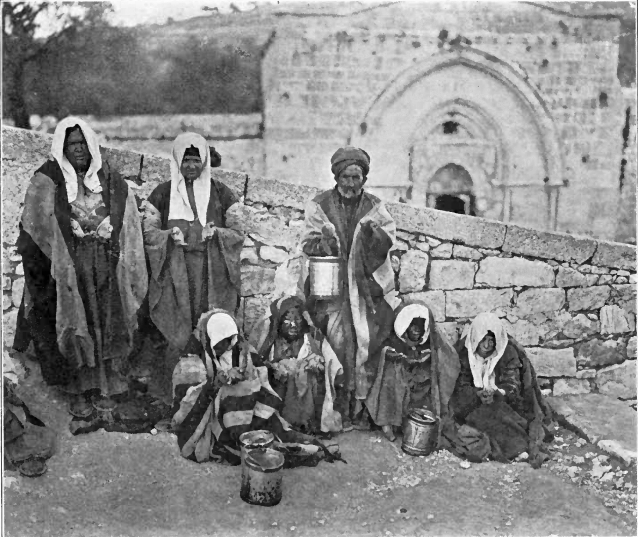
Lépreux à Jérusalem, 1906

Dans les années 1890, le Conseil de l'enregistrement foncier à Constantinople durcit ses lois à l'égard des juifs à Jérusalem : entre autres, il limite la vente de terrains aux juifs seulement s'ils sont sujets ottomans et pas immigrants à Jérusalem, et il interdit l'enregistrement de terrains au nom de sociétés ou d'entreprises collectives (telle une fondation philanthropique, pratique courante pour aider les Juifs). En conséquence, de subtiles montages permettent néanmoins que des transactions aboutissent et différents quartiers continuent à se développer.

À Jérusalem, à la fin du XIXe siècle, la lèpre touche majoritairement des Bédouins, des fellahs et quelques rares chrétiens tous venus d'ailleurs, abandonnés misérablement dans le Miskinhané (maladrerie) où le médecin municipal refuse de les soigner, et auxquels « la générosité municipale se borne à jeter un pain par jour et par tête », d'après le témoignage d'un médecin voyageur de l'époque, alors que les malades refusent d'aller dans la léproserie des missionnaires protestants prosélytes de la German colony au sud de Mamilla, saine et presque vide, où ils étaient obligés d'écouter des lectures de l'Evangile.

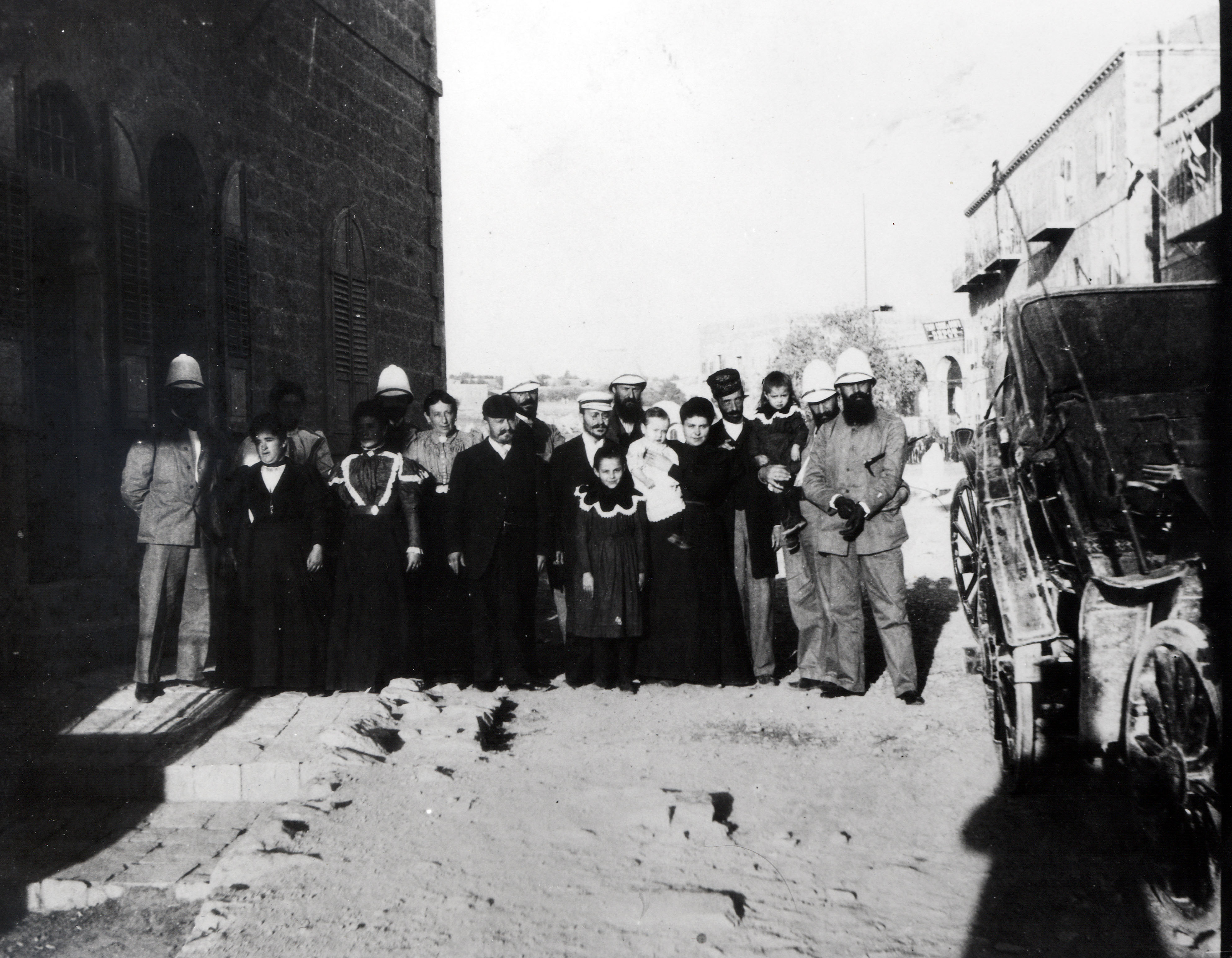
Theodor Herzl (à droite) près de la maison et de la famille Stern, où la rue Mamilla commence à être pavée, 1898.

 Lors de la visite de l'empereur allemand Guillaume II en 1898, la ville est nettoyée, certaines rues sont pavées et ses douves les plus profondes partiellement comblées ; on abat même une partie de la muraille à la porte de Jaffa afin de faciliter le passage à cheval de la délégation prussienne qui traversera aussi Mamilla et rassemblera des milliers de curieux,,.

Lors de son voyage en Palestine en 1898 pour justement rencontrer le Kaiser Guillaume II, le fondateur du sionisme, Theodor Herzl séjourne dans la maison Stern,, (bâtie en 1877) au 18 rue Mamilla.

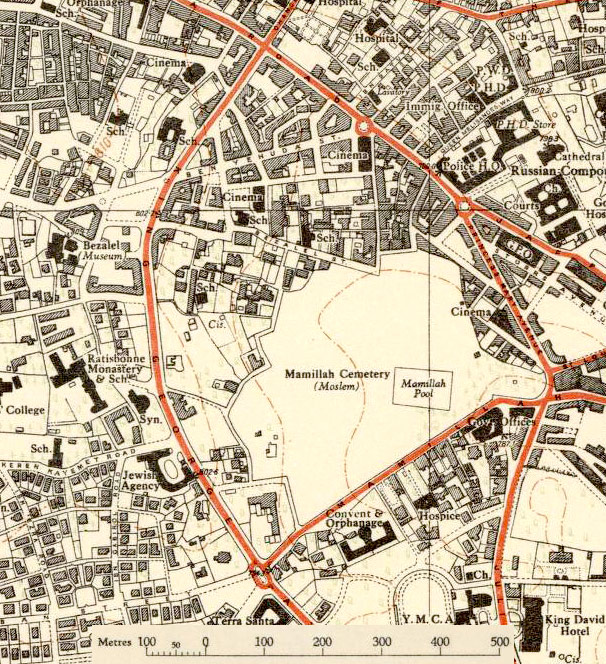
Plan du quartier de Mamilla en 1946.

### AuXXesiècle
À l'aube du XXe siècle, l'activité du quartier devient foisonnante. De nouvelles épidémies de choléra (1902) puis de fièvre scarlatine (1905) - qui touche particulièrement les enfants juifs - sévissent et des mesures de quarantaine sont prises.
La rue de Jaffa s'agrémente d'arbres (aux plants venus de Jericho), et des premiers éclairages et poubelles publics. Une grande horloge baroque (1901) - que les Britanniques retireront en 1924 - en l'honneur du sultan Abdul Hamid II et un théâtre municipal se plantent, l'un au-dessus et l'autre en face de la porte de Jaffa. Pour y mieux accueillir les touristes et les pèlerins dont la venue s'est intensifiée à partir des années 1880 grâce à l'incitation touristique, le centre YMCA et les luxueux hôtels Palace et King David voient concomitamment le jour au tout début des années 1930, ainsi qu'une zone commerciale plus structurée à l'extérieur de la porte de Jaffa, près de laquelle s'installent aussi d'autres services touristiques pour le gîte et les circuits de visite, et des boutiques de souvenirs de la ville sainte.

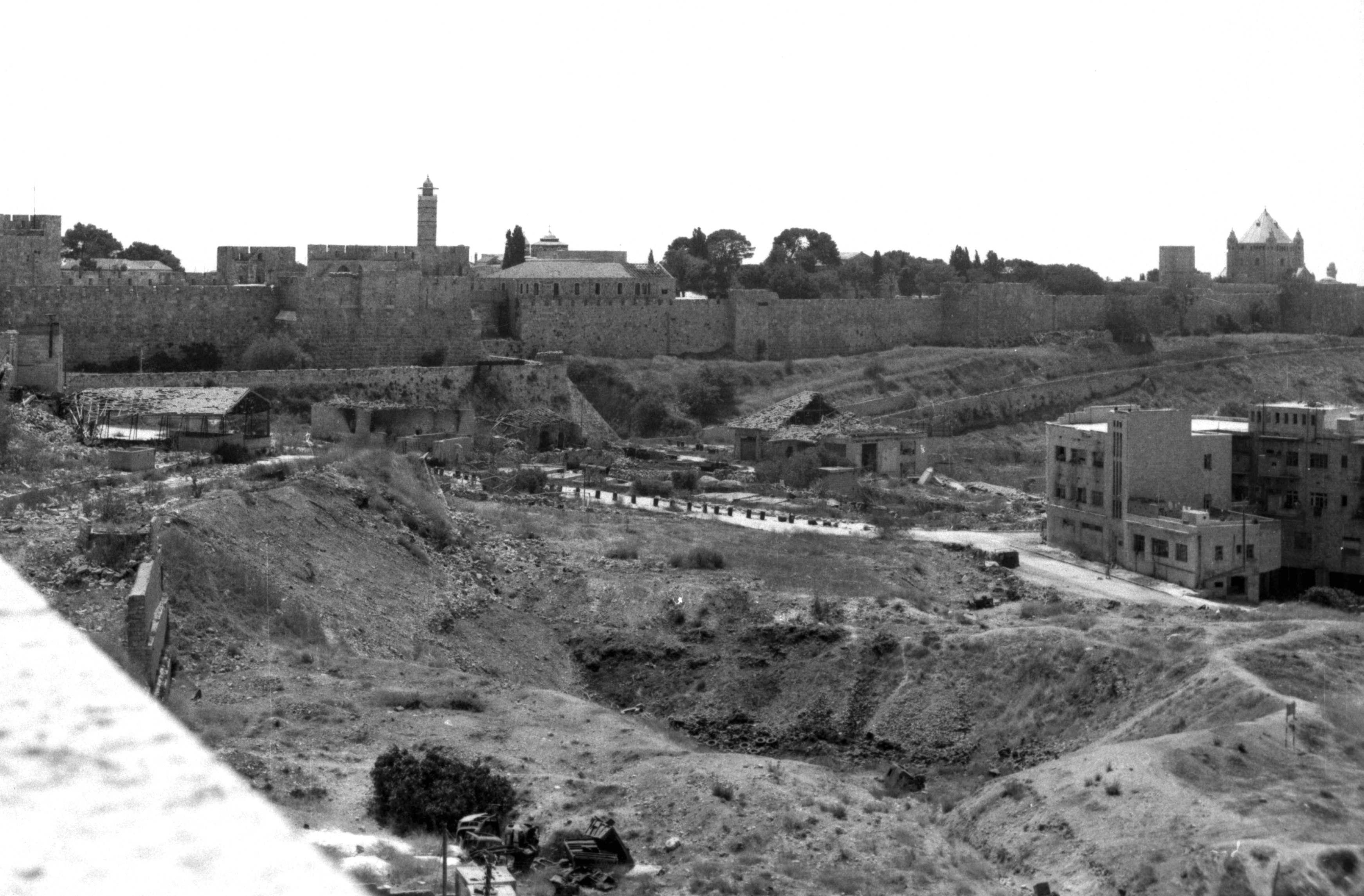
No man's land à Mamilla v. 1964, avec les murs de la Vieille ville, l'abbaye de la Dormition à droite et la Tour de David au centre gauche.

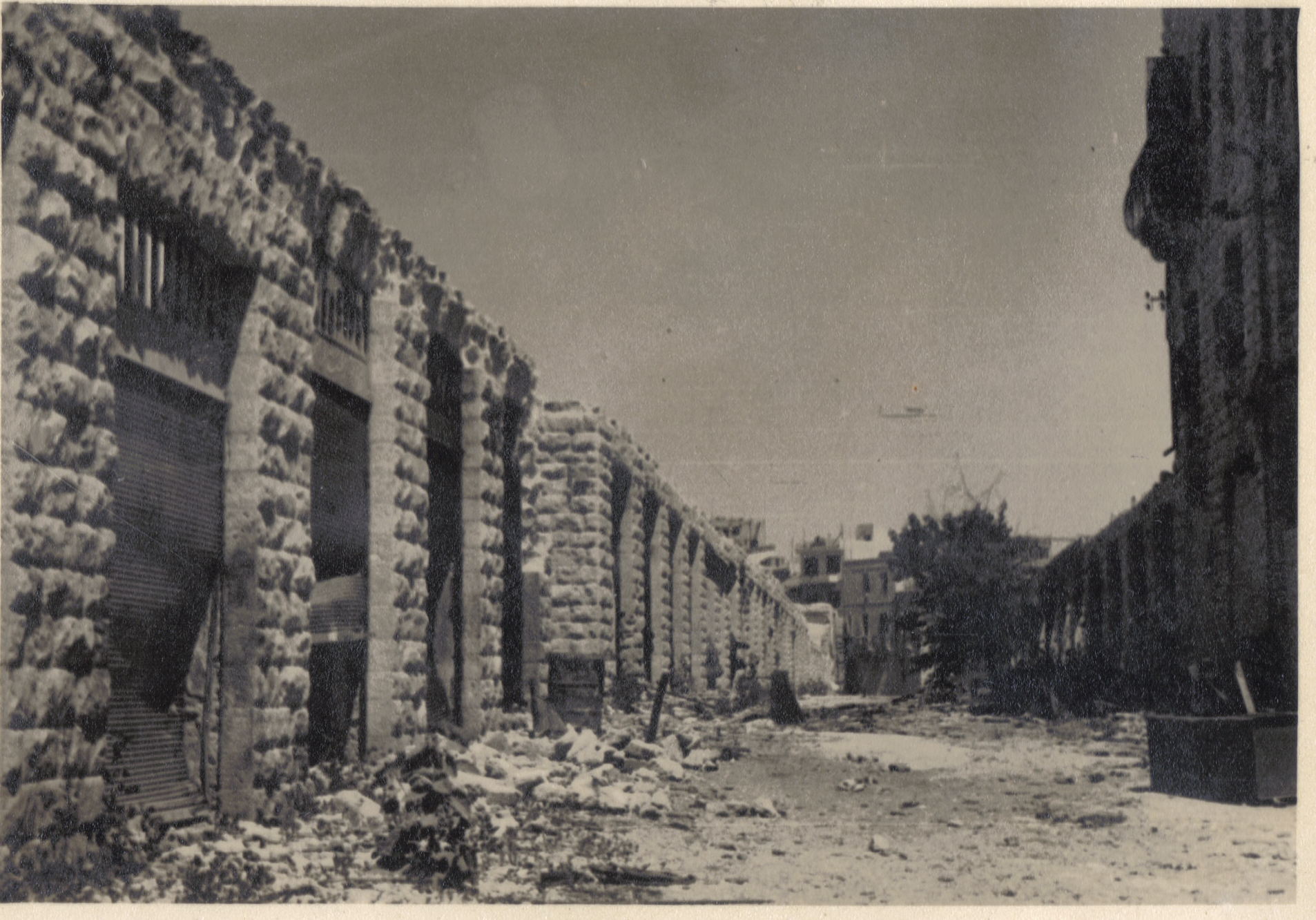
Les ruines du centre commercial de Mamilla après la guerre d'Indépendance, en 1949.

En 1946, l'hôtel King David est visé par un attentat meurtrier de l'Irgoun. Des émeutes sanglantes en 1947 après la décision de la création d'un État juif en Palestine assorties de scènes de pillage et d'un incendie détruisent presque entièrement le quartier qui essuie les tirs de la légion jordanienne en 1948-49 car il est situé sur la ligne de front entre Israël et la Transjordanie d'alors. Les bordures au nord et à l'est du quartier Mamilla délimitent un « no man's land entouré par des murs en béton anti-snipers, des barbelés et des champs de mines créant une zone tampon » entre les deux secteurs belligérants durant plusieurs années. Le quartier autrefois prospère devient un bidonville et une plaie visuelle.
Dans les années cinquante, les nouveaux immigrants issus de différentes aliyas et ici, plus particulièrement des Juifs kurdes, investissent les bâtiments et les boutiques abandonnés qui deviennent des garages, des ateliers de menuiserie et de petites usines, que la municipalité devra exproprier en 1970 pour les déplacer vers la zone industrielle de Talpiot.
En 1955, le parc Mamilla dit Parc de l'Indépendance (Gan Haatsmaout) voit le jour avec une aire de jeux, une école expérimentale est construite et des rues attenantes sont pavées. Le vœu de Théodore Herzl de nettoyer l'ancienne et construire une ville moderne semble s'exaucer après la réunification de la ville de Jérusalem en 1967 ; notamment, l'ensemble du quartier de Mamilla sera assaini et réhabilité sur un programme au long cours. Son ancien centre commercial des années trente, fermé en 1947, est reconstruit soixante ans plus tard, en 2007.

### AuXXIesiècle

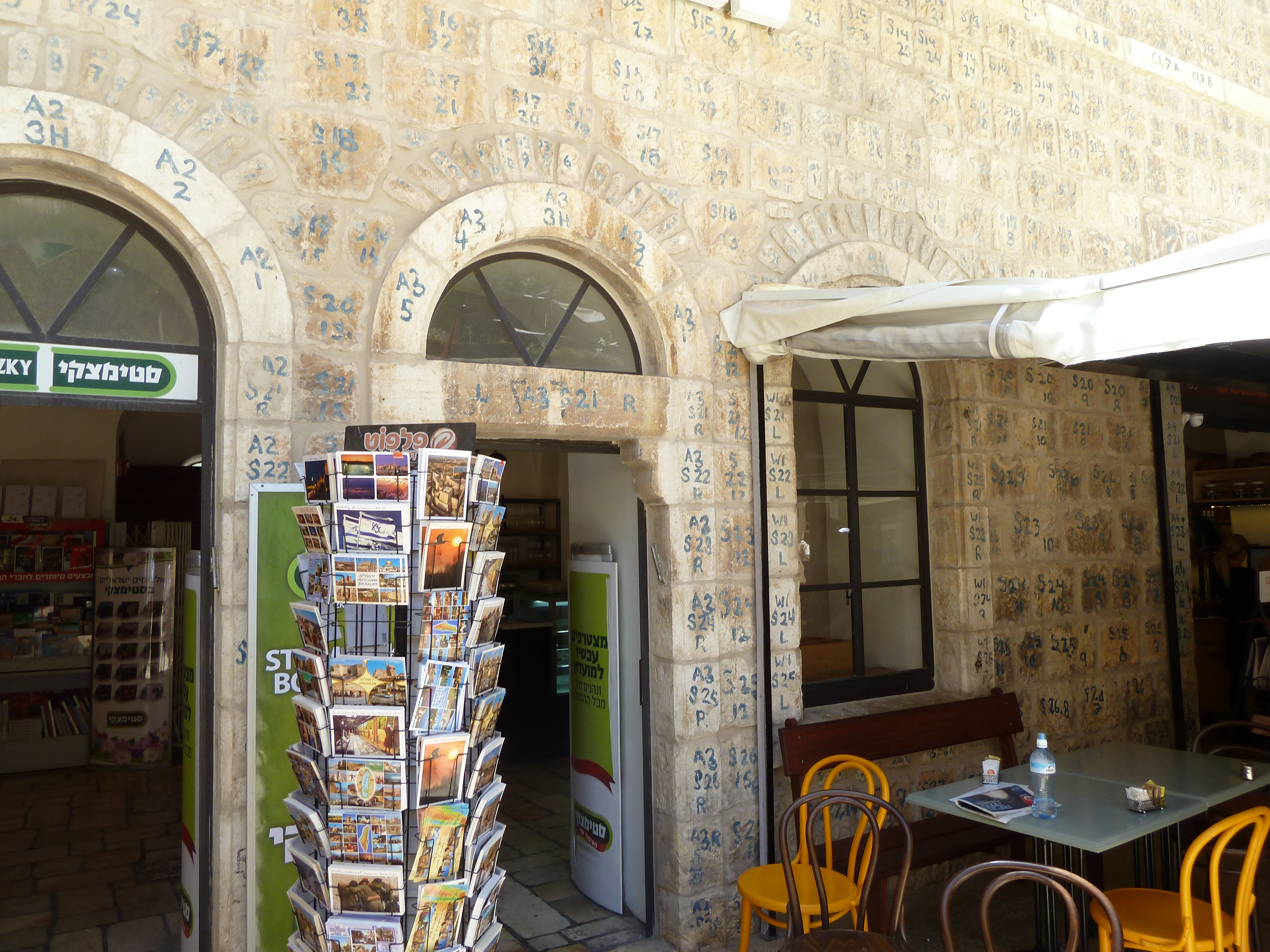
L'ancienne maison Stern avec ses pierres numérotées.

Une large partie de Mamilla bénéficie au début du XXIe siècle d'un vaste programme de rénovation et de construction en pierre blanche de Jérusalem vieillie. Après le tollé qu'a soulevé le projet de destruction de l'historique maison Stern, cette bâtisse est démontée pierre par pierre puis reconstruite à l'identique,. Elle est devenue une librairie (Steimatzky (en), סטימצקי) avec un petit musée sur la visite de Herzl de 1898, et un café. La maison Clark construite par des évangélistes américains en 1898 et quelques autres bâtiments sont conservés. D'autres encore n'ont vu préservée que leur façade qui a été incorporée aux nouveaux bâtiments, et quelques critiques défenseurs du patrimoine raillent cette politique architecturale dite de « façadisme ». Ainsi, ces ensembles immobiliers renouent avec l'ancienne fonction du lieu en faisant cohabiter efficacement des architectures ancienne et contemporaine à usage d'habitation, de commerce et de loisirs, comme le constate David Kroyanker (en), spécialiste en histoire de l'architecture de Jérusalem.

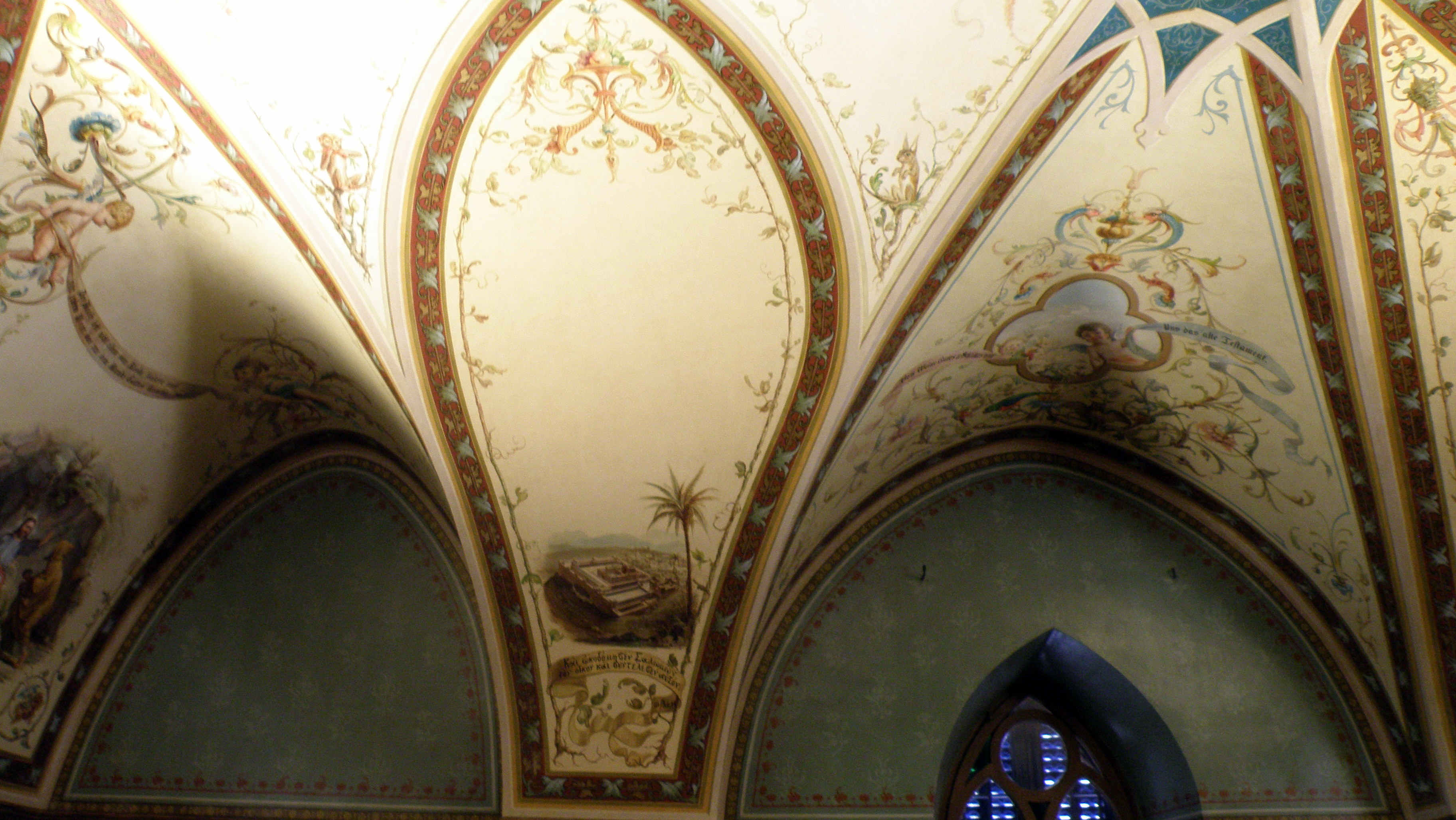
Détail au Musée d'art juif italien.

Ce nouveau quartier Mamilla attire désormais une population aisée dans ses nouveaux logements de facture soignée, qui bénéficient d'un environnement de qualité : des parcs et jardins verdoyants, des commerces et restaurants, un centre commercial à ciel ouvert sur deux niveaux, une promenade de 600 mètres, le centre de YMCA et l'hôpital gériatrique français St-Louis,, le bassin antique de Mamilla, le couvent des Sœurs du Rosaire, le Consulat de France, des centres culturels (le Musée de la musique hébraïque (Kikar ha-Musica), le Musée Nahon d'art juif italien, le Centre international David Amar du patrimoine juif d'Afrique du Nord ou le Centre événementiel de la Création juive Beit Avi Chaï) qui côtoient le fameux hôtel King David de 1931, non loin de l'ancien rival Palace Hotel art déco de 1928 devenu Waldorf Astoria. L'attrait de ce quartier joue aussi pour beaucoup avec la proximité immédiate de la Vieille ville, de ses sites historiques et touristiques, ainsi que le cœur de la ville moderne, desservi par les transports en commun alentour dont le tramway. Pour autant, le risque est d'en faire un quartier fantôme et seulement touristique car les appartements y sont souvent achetés par de riches étrangers y séjournant rarement mais faisant monter les prix de l'immobilier.

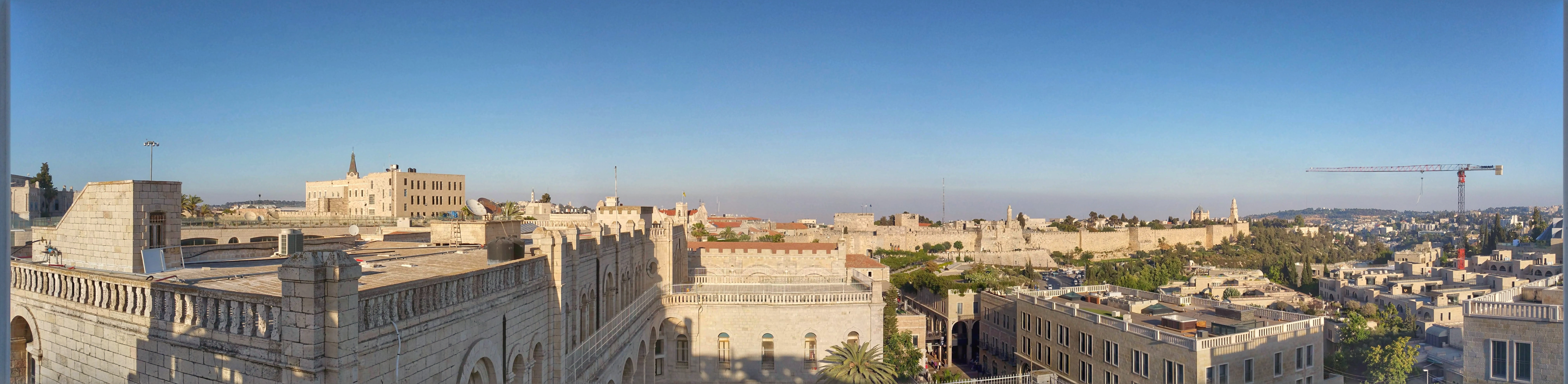
Vue panoramique du mail de Mamilla et de la Vieille ville de Jérusalem, 2017.

## Palace Hotel

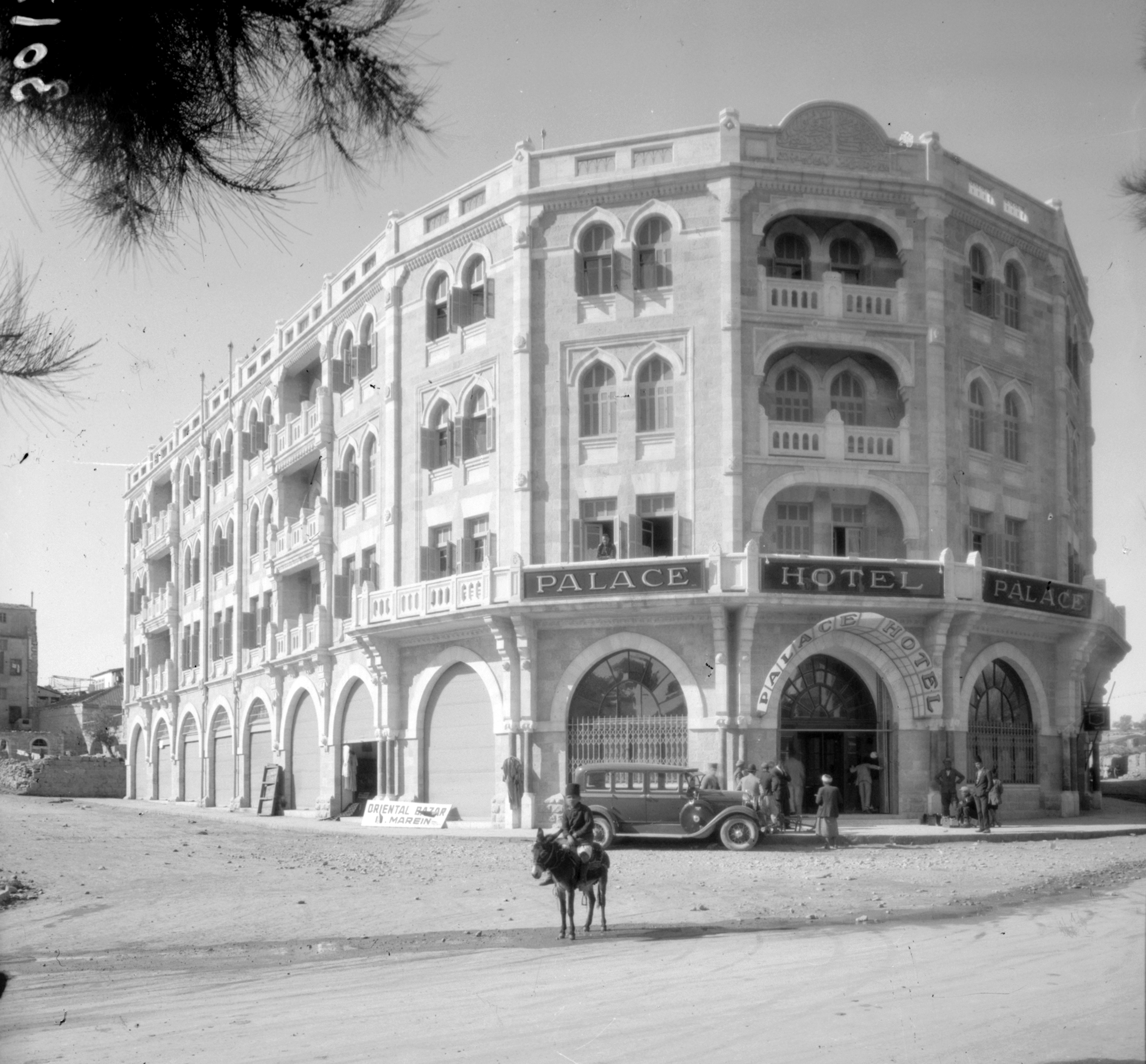
en de Mamilla v. 1929-1933.

Pour encourager le tourisme musulman à Mamilla située en contrebas des murailles de la Vieille ville et devancer le futur King David Hotel en construction à quelques centaines de mètres, en 1928, Mohammad Amin al-Husseini, le mufti de Jérusalem, décide de construire rapidement une université arabe et un hôtel de luxe de 140 chambres, à la lisière du cimetière Ma'man Allah,, à l'actuel croisement des rues Gershon Agron et King David, mais le creusement des fondations laisse apparaître des tombes qu'il fait déplacer pour que les travaux se poursuivent sans attendre. Dans la perspective initiale, l'hôtel en construction devait aussi être mis à la disposition de la future université musulmane dont le projet est abandonné en 1931.
Le Palace Hotel inaugure un nouveau style d'architecture ottomane tardive éclectique issu de l'esprit de concepteurs turcs, connu sous le nom de « Premier style national » (First National Style), d'une splendeur orientale qui rappelle son identité locale et aussi politique,. Il offre une résidence luxueuse, les commodités modernes de l'époque et un service que le voyageur fortuné principalement issu de la péninsule arabique ou de la diplomatie internationale ne trouvait pas dans les anciens hôtels du XIXe siècle devenus obsolètes. Le palace suscite l'enthousiasme et devient un élément emblématique de fierté et de l'identité arabe palestinienne naissante quand son inauguration coïncide avec la Conférence internationale panislamique de 1931 sous la présidence d'Al'hadj Amin al'Hussaini, Grand-mufti de la Palestine mandataire.

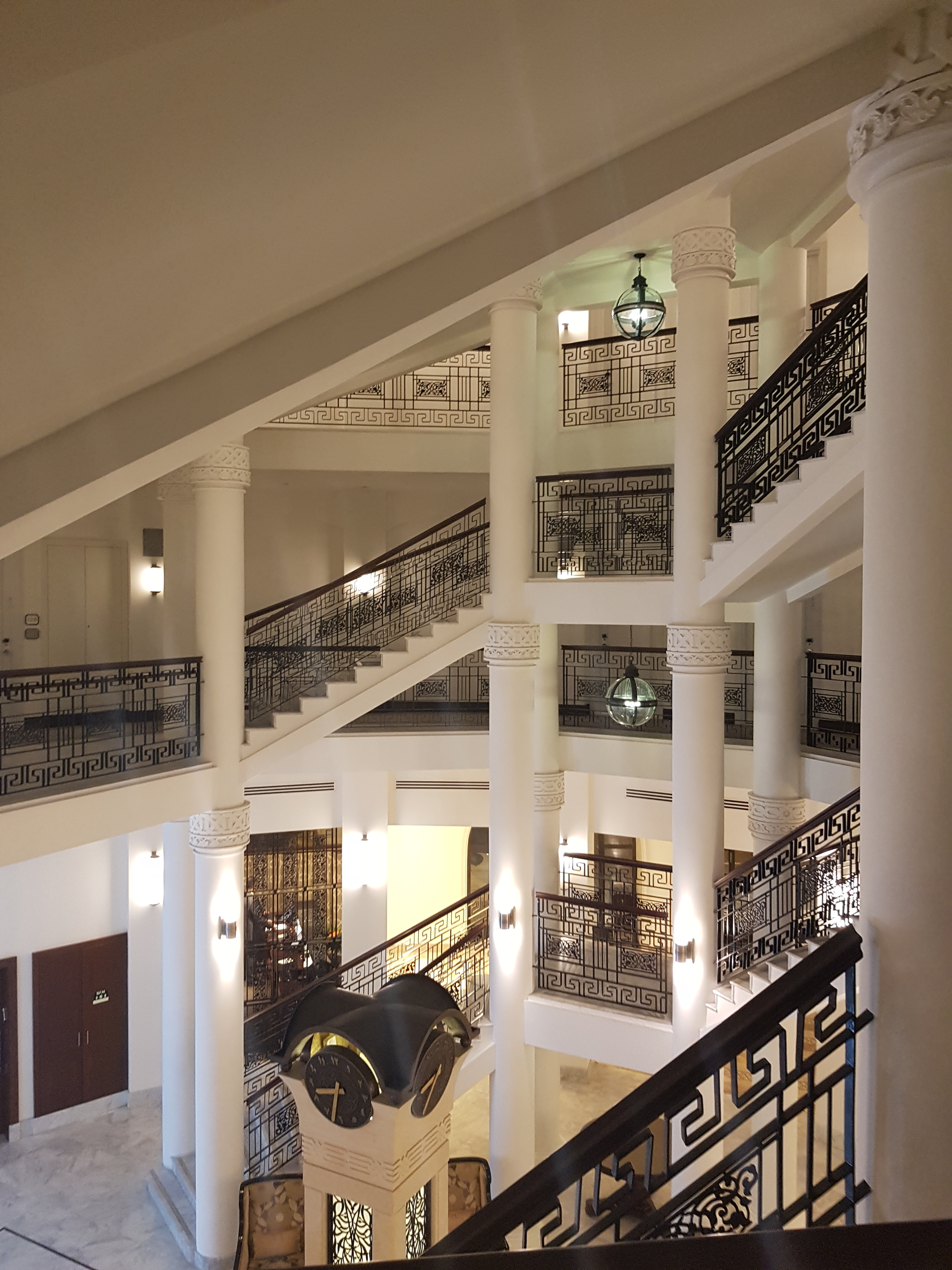
Intérieur de l'hôtel Waldorf Astoria de Mamilla, après restauration, en 2018.

L'hôtel fonctionne quelques années puis ferme en 1935, face à la concurrence intense du King David installé dans la rue éponyme en contrebas, qui draine un tourisme sioniste en plein essor. Il devient alors immeuble de bureaux, studios de la radio britannique « Voice of Jerusalem », Départements d'État ou lieu de réunion comme pour la fameuse Commission Peel en 1936.
Par la suite, le Palace Hotel passe de main en main jusqu'en 2006 à une famille canadienne qui le fait restaurer avec soin durant trois ans, dans le style éclectique romano-mauresque de l'époque Art déco de sa construction. Dans le cadre de l'action de préservation du patrimoine historique et culturel (Gamut) de Jérusalem, sa façade est entièrement conservée et le reste du bâtiment est reconstruit dans sa forme originelle pour devenir un hôtel de luxe au confort de dernière technologie. Y sont ajoutés une nouvelle aile et des étages supérieurs. Le palace se dote de 230 chambres, de deux piscines et sa salle de réception est dite la plus grande de Jérusalem. Pour répondre à la demande religieuse, une vaste cour intérieure permet l'installation d'une cabane (Soukka) au moment des fêtes juives de Souccot et crée un puits de lumière. Devenu en 2014 l'hôtel Waldorf Astoria appartenant à l'empire Hilton, l'hôtel toujours considéré comme un héritage patrimonial par les Hiérosolymitains, est revendu à un Français d'origine marocaine en 2017.
Sur la pierre angulaire supérieure de l'édifice, il a été conservé son inscription d'origine en arabe, en référence au Coran : « Nous allons agir et construire comme ils ont construit et agi - 1929, le Conseil suprême musulman »,.

## Cimetière musulman de Mamilla

### Histoire

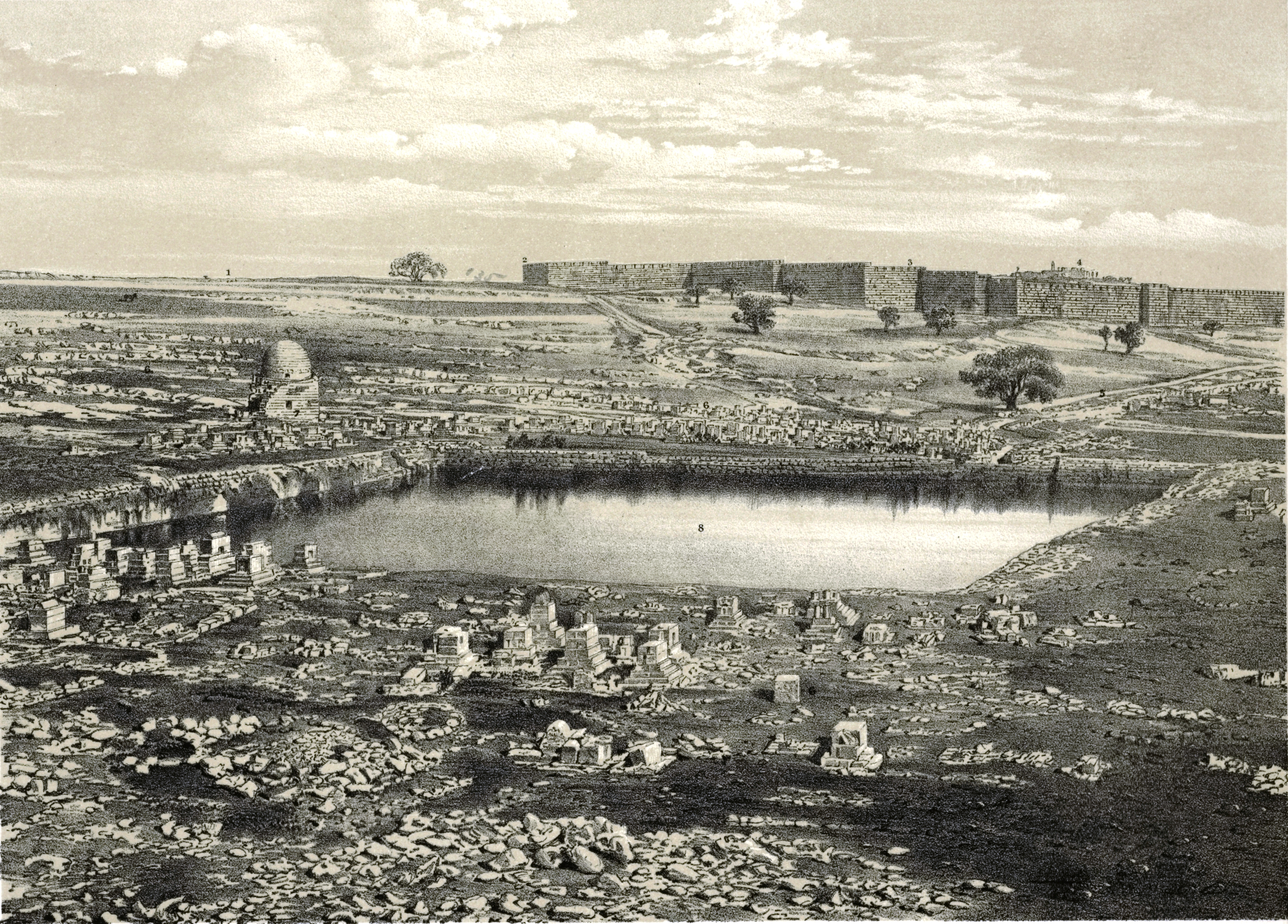
Piscine et cimetière de Mamilla en 1864

Ce cimetière historique remonte au XIe siècle et s'étend aujourd'hui sur 20 hectares. Il est établi autour de la piscine de Mamilla qui, ayant été conçue à l'époque byzantine au plus tôt au IVe siècle, lui préexiste. Cette piscine est désignée aussi comme « piscine supérieure de Gihon » et de nombreux voyageurs l'évoquent dans leurs mémoires.
Appelé selon l'usage commun "cimetière musulman" (ar. Ma'man Allah) parce qu'il a servi au cours des siècles principalement aux musulmans jusqu'en 1927, ce lieu de sépulture contient toutefois des milliers de tombes chrétiennes et notamment de croisés.
Des recherches récentes ont mis au jour des ossements de chrétiens du VIIe siècle, victimes de ce que les historiens appellent le "massacre de Mamilla", tués par les Perses dirigés par Khosro II en 614. Les ossements trouvés sont ceux de chrétiens massacrés en 614 par les Perses et, selon les sources byzantines, par leurs alliés juifs, au moment de la prise de Jérusalem par les Perses. En dépit du nombre de 24 000 à 90 000 victimes, si l'on en croit les sources chrétiennes (notamment Antiochus Stratègios), les fouilles archéologiques n'ont permis d'identifier que 526 corps datant de l'époque du massacre,.
Quand Saladin défait les Croisés en 1187, il fait du quartier de Mamilla où il avait établi son état-major, une donation pieuse ou Waqf, ce qui entraîne une immobilisation du fonds. Cette situation perdure de 1187 jusque sous le gouvernement d'Israël.
En 1847, le cimetière est délimité par une clôture par les autorités ottomanes.

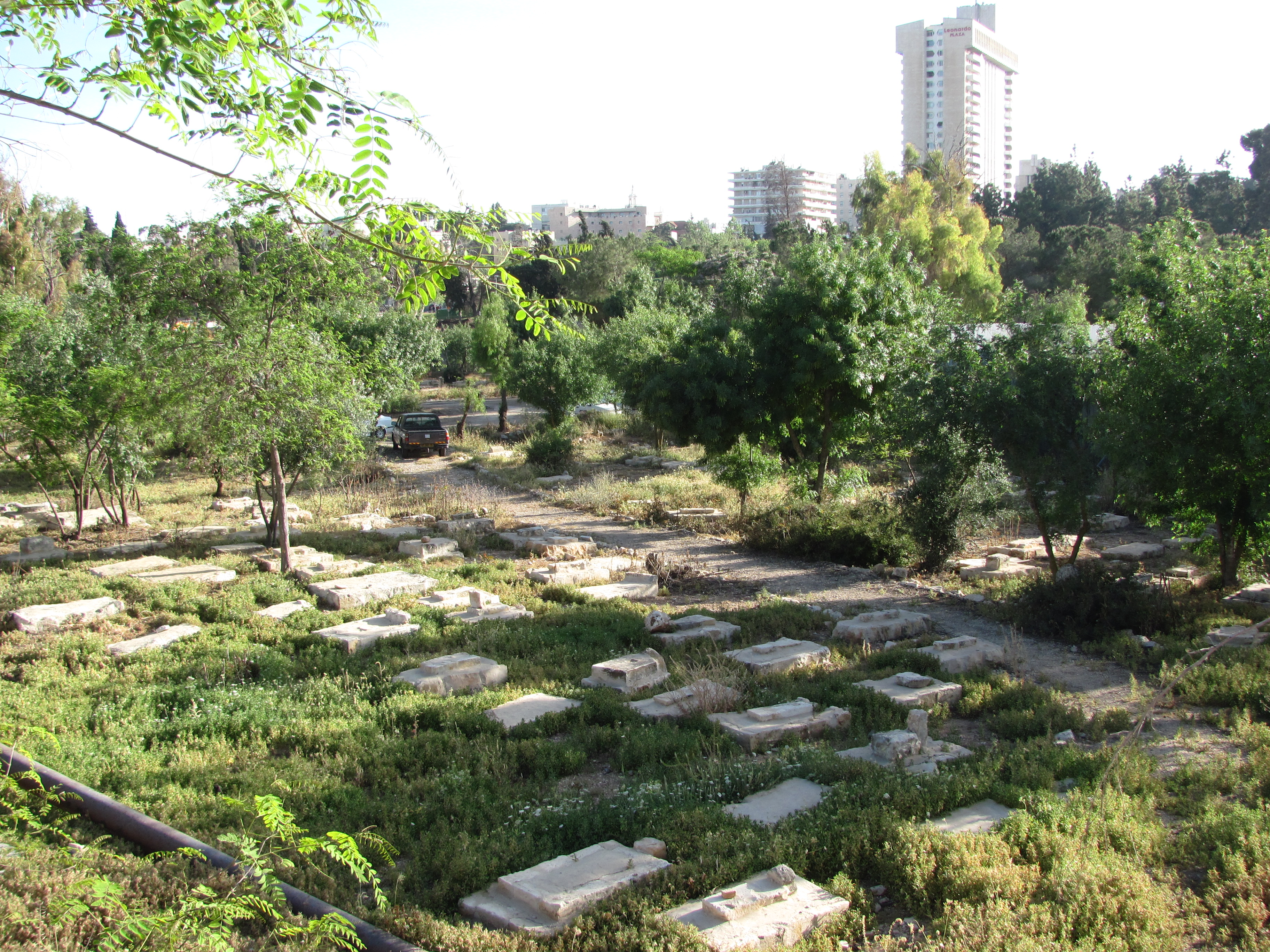
Vue partielle du cimetière de Mamilla

Tout au long des siècles de la domination islamique sur Jérusalem, le cimetière de Mamilla est considéré comme le plus grand cimetière islamique de la ville mais ses dimensions varient selon les sources : un acte de 1938 délivré par les autorités britanniques au Waqf indiquait une taille de la parcelle de 33 acres ; en 1945, le journal sioniste « The Palestine Post » dit qu'il couvrait une superficie de plus de 111 acres, tandis que le journal de la gauche israélienne « Haaretz » déclare en 2010 qu'il s'étendait à son sommet sur une superficie d'environ 50 acres.
Le cimetière est utilisé jusqu'en 1927, date à laquelle il est fermé et classé site historique.
En 1923, les dirigeants musulmans ont pour dessein la création d'une université arabe qui ferait contrepoids à l'Université hébraïque (1918-1925) érigée sur le mont Scopus, mais des divergences d'opinion apparaissent quant à la nature de la future université arabe, et ce projet est délaissé par le Conseil musulman.
En 1928, Mohammad Amin al-Husseini, le mufti de Jérusalem, décide de relancer le projet d'une université arabe sur une superficie de 17 acres qu'il envisage sur l'ancien cimetière musulman (aujourd'hui, en partie Parc de l'Indépendance), et dont le campus devait comprendre différentes écoles de médecine, d'industrie et d'architecture, des jardins et des fontaines, avec la marque d'une identité architecturale musulmane, outre sa vocation et sa destination. Mais la Fondation mise en place pour ce vaste projet de campus n'obtient pas tous les fonds nécessaires à sa réalisation et l'idée est définitivement abandonnée en 1931.
En revanche, le Palace Hotel, l'hôtel de luxe imaginé par le mufti en même temps que l'université arabe et devant alors être mis à sa disposition, se construit à la lisière du cimetière Ma'man Allah. Il sera doté de 140 chambres aux infrastructures modernes pour accueillir les visiteurs exigeants de l'époque. Mais lors des fondations du palace, des tombes musulmanes sont découvertes. Le chef du Conseil suprême musulman (SMC) transfère alors ces tombes ailleurs, comme l'autorise la Charia, pour que les travaux de l'édifice se poursuivent sans tarder, mais son geste suscite l'ire de factions rivales qui déposent une plainte contre al'Husseini devant les tribunaux musulmans, au motif de profanation de tombes anciennes. Cette plainte contre le président du Supreme Muslim Council n'a pas abouti puisque le luxueux hôtel ouvre ses portes en 1928. Il est utilisé quelque temps, alors que la partie du cimetière reste à l'abandon, ne recevant aucun soin du Salahiyyah Waqf responsable du site, malgré la présence de tombes de dignitaires et notables musulmans.

Le 22 novembre 1945, le « Palestine Post » rapporte les nouveaux projets du Conseil suprême musulman (SMC) et du Conseiller en urbanisme du gouvernement pour la construction, à présent pour un centre commercial sur le lieu de l'ancien cimetière Ma'man Allah et la décision de déplacer les restes enterrés, mais ce plan n'a pu être mis en œuvre.

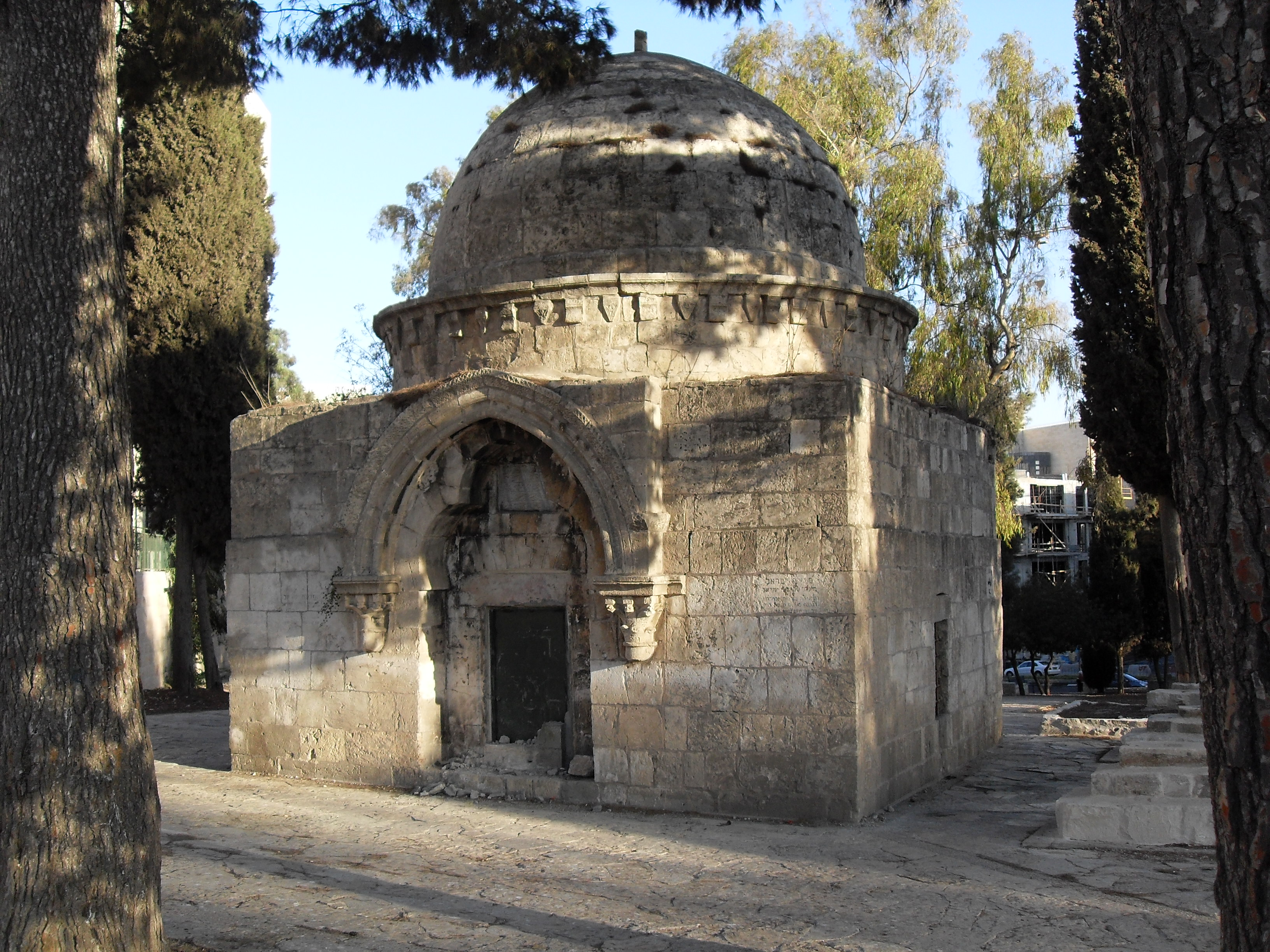
Mausolée au cimetière nord de Mamilla, tombe de l'Emir mamelouk Aidughi Kubaki, datant de 1289 (inscription), 2010.

Au moment du contrôle israélien sur Jérusalem-ouest en 1948, le cimetière Ma'man Allah passe sous l'administration du Département des affaires musulmanes dans le Ministère israélien des Affaires religieuses et des Waqfs.
En 1955, le Parc Mamilla (Parc de l'Indépendance) est construit à l'Ouest, de la Vieille ville et au Sud du bassin, qui conserve les tombes remarquables ou de qualité du vieux cimetière en partie en ruines. Une école expérimentale (Beit Agron) donne sur la rue Hillel qui est pavée ainsi que la rue Menashé ben Israël qui entourent une partie de l'ancien cimetière. Le cimetière de Mamilla devient alors un lieu en bordure du Parc de l'Indépendance, envahi par les détritus et les mauvaises herbes,. En outre, les terrains de l'ancien cimetière comprennent une école expérimentale (Beit Agron), le Kikar Hahatulot (place des Chats), le siège du Ministère israélien du Commerce et de l'Industrie, et le bâtiment du Département des douanes[réf. nécessaire].
En 1964, après autorisation accordée par un cadi (juge islamique), fonctionnaire douteux (condamné pour corruption l'année suivante), une partie au nord du cimetière est transformée en parking de stationnement, ne recueillant alors aucune contestation. Après la Guerre des Six-jours de 1967, seules quelques stèles et une chapelle funéraire sont encore debout, comme le montre le plan de la fondation Emek Shaveh. C'est en 1992 que les autorités transfèrent les derniers terrains du cimetière à la municipalité de Jérusalem. En 1995, le parking cesse de fonctionner et la municipalité projette de construire sur son emplacement un Musée de la Tolérance.

### Controverse relative à la construction du Musée de la Tolérance
Depuis 2004, le projet de construction d'un Centre pour la Dignité humaine-Musée de la Tolérance par le Centre Simon-Wiesenthal sur une parcelle de l'ancien cimetière musulman de Mamilla remontant au XIe – XIIe siècle, est un point public de discorde. Le Musée se situe plus précisément à l'angle nord-ouest d'une partie de cet endroit qui avait été transformé en parking en 1964 après déplacement des tombes, en face de l'ancien Palace Hotel d'Amin al-Husseini. Il a été imaginé sur le modèle des musées existant à Los Angeles (1993) et New York (2003). Une première décision de la justice israélienne en 2006 suspend sa construction qui reprend après une décision de la Cour suprême en 2008. Malgré la polémique internationale que suscite sa construction, la Cour suprême statue à nouveau favorablement en 2011 ; il doit ouvrir ses portes en 2018.
« Pendant les soixante dernières années du règne ottoman, les trente années du mandat britannique et les vingt premières de l'Etat juif, le cimetière est resté inviolé, explique le professeur Yehoshua Ben-Arieh, expert réputé d'histoire-géographie à l'université hébraïque de Jérusalem ». « En 1948, les autorités israéliennes avaient rassuré le gouvernement jordanien qui s'inquiétait d'une possible profanation : "La Mamilla est considérée comme l'un des plus importants cimetières musulmans, où 70 000 guerriers des armées de Saladin ont été enterrés, en compagnie de nombreux érudits musulmans. Israël saura toujours protéger et respecter ce site." » rappelle le journal Le Monde, qui souligne le fait que « cette promesse n'a pas été tenue ».

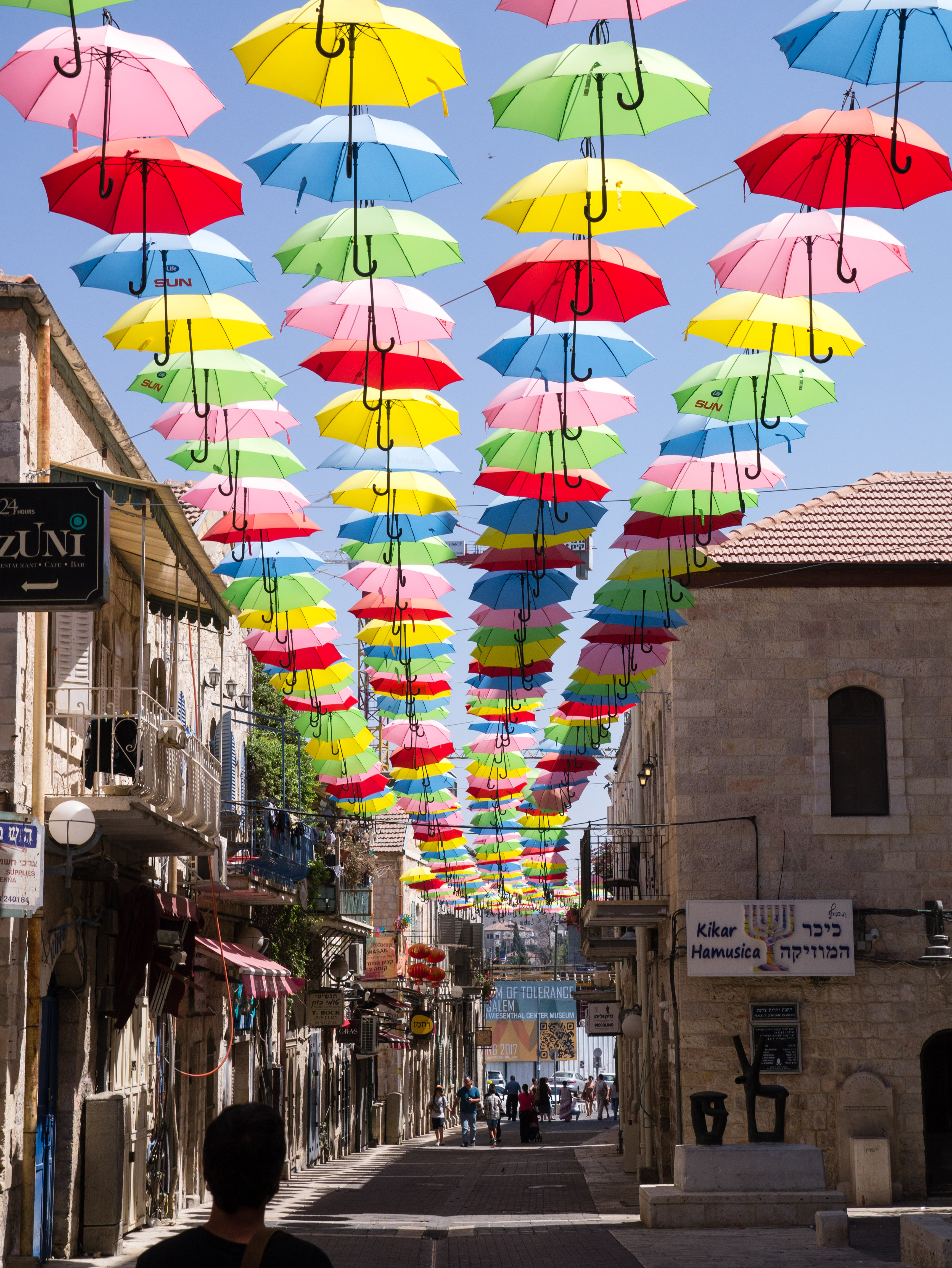
Le Musée de la Tolérance au bout de la rue Yo'el Moshe Salomon. Photo prise de la "Place du Judaïsme français", 2015.

Selon l'archéologue palestinien Gideon Suleimani, nommé par l'Autorité des antiquités israéliennes (IAA), quelque 2 000 tombes, datant pour certaines du XIe siècle, sont encore présentes, sur au moins quatre niveaux, et les fouilles archéologiques n'ont été achevées que sur 10 % du site concerné,. Les partisans du musée auraient édulcoré l'expertise de Gideon Suleimani, gênante pour eux, selon le journal Le Monde. Quatre-vingt-quatre archéologues de différents pays travaillant dans des institutions de recherche de premier plan ont lancé un appel en 2011 au Centre Simon Wiesenthal, à la municipalité de Jérsulem et à l'Autorité des antiquités israéliennes pour que prenne fin la construction du Musée de la Tolérance au centre de la ville ; parmi eux Nicholas Postgate (academic) (en) (Université de Cambridge) et Joan Oates (en) (Université de Cambridge et McDonald Institute for Archaeological Research), spécialistes de la Mésopotamie.
Les professeurs d'histoire archéologique et d'anthropologie en Grande-Bretagne, Sarah Tarlow et Liv Nilsson Stutz, spécialiste en outre des réinhumations, co-rédactrices en chef de (en) « Archaeological Dialogues », indiquent que les vestiges juifs sont protégés et strictement réglementés par la loi israélienne, ce qui n'est pas le cas dans les mêmes proportions de ceux des musulmans - situation que ces derniers peuvent considérer comme discriminatoire voire outrageant. Néanmoins, ajoutent-elles, pendant des siècles et partout, la plupart des centres urbains ont remplacé les anciens cimetières par des infrastructures répondant aux besoins de développement de la population des vivants (propos que partage aussi la fondation patrimoniale Emek Shaveh), donc la construction du Musée de la Tolérance sur cet emplacement n'est pas « une situation extraordinaire en soi » et le déplacement de tombes à Mamilla reste légal, même si ce lieu, longtemps négligé, capte aujourd'hui toutes les attentions dans le foyer politique du Moyen-Orient.
Yitzhak Reiter (en), professeur à l'Université hébraïque de Jérusalem, auteur d'un ouvrage, La Controverse relative au cimetière de Mamilla et du Musée de la Tolérance (2011) rappelle que le projet du Musée ne peut être considéré comme d'une importance vitale et que la construction de l'édifice aurait pu être entreprise n'importe où ailleurs que dans ce cimetière historique. Selon ce même auteur, le projet du Musée s'inscrit dans une entreprise d'effacement du passé arabe et musulman et dans un processus de remodelage du paysage israélien. « Depuis sa création en 1948, l'Etat juif a ignoré nombre de décisions et recommandations de l'ONU, y compris une résolution du Conseil de sécurité du 30 juin 1980 déplorant la persistance d'Israël à vouloir "changer le caractère physique, la composition démographique, la structure institutionnelle et le statut de la ville sainte de Jérusalem" ». Selon Shimon Shamir (professeur à l'Université de Tel Aviv et ambassadeur d'Israël), il y a une contradiction entre le projet d'un Musée dit "de la tolérance" et sa mise en œuvre, qui décèle une intolérance flagrante.

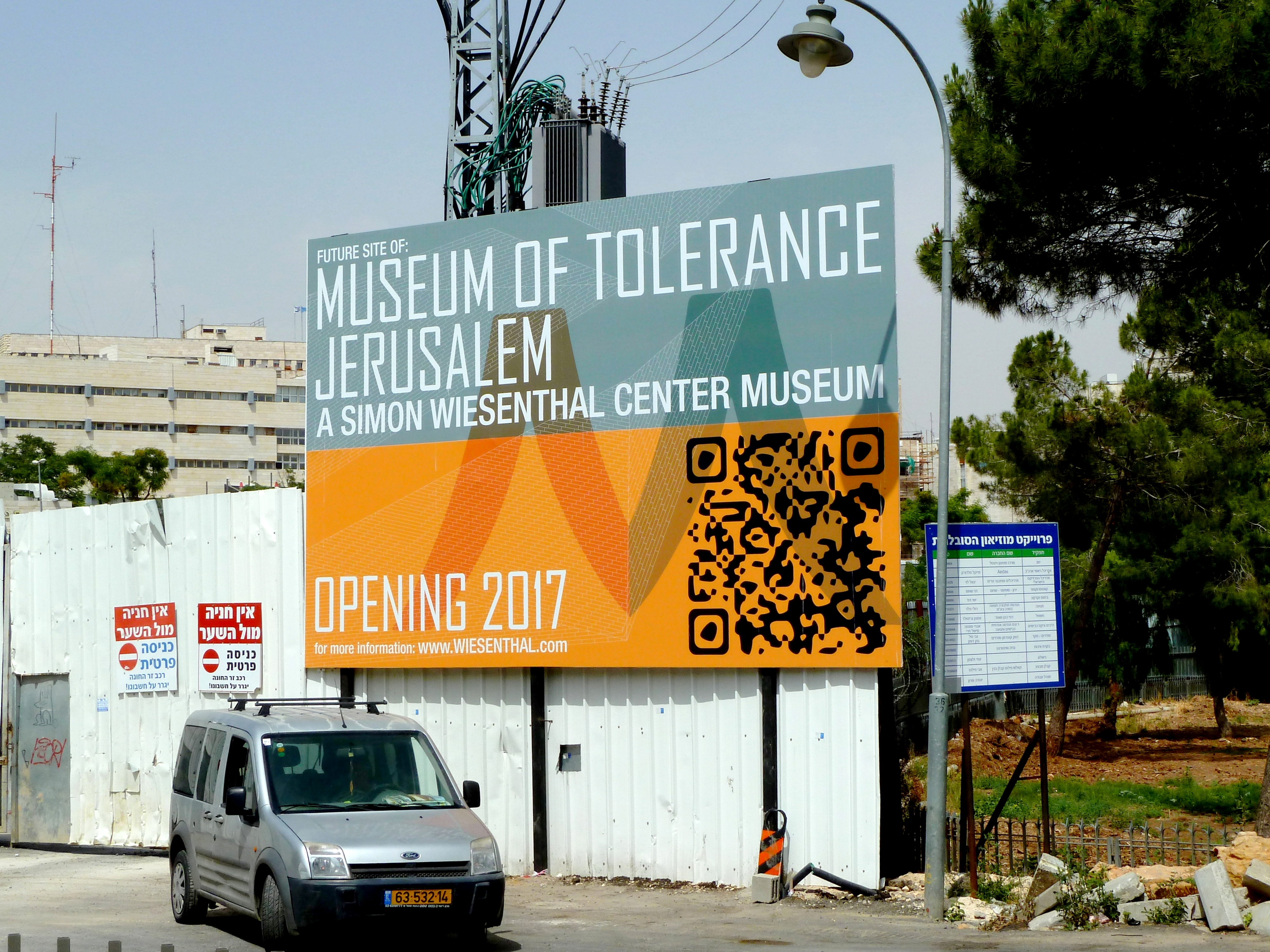
Travaux pour le Musée de la Tolérance, place Maccabi Mutsri à Jérusalem. Photo Djampa, 2014.

L'affaire est un nœud devenu gordien où se mêlent des voix juives, musulmanes, chrétiennes et laïques de citadins, de descendants, d'avocats, d'associations, de pétitionistes, de religieux, d'idéologues, d'archéologues, d'anthropologues, d'historiens, d'universitaires, d'urbanistes ou de politiques de la région mais aussi d'autres intervenants internationaux (Turquie, États-Unis, pays du Golfe, Yémen, Suisse, Commission des Droits de l'homme, ONU, UNESCO, etc.),,,. Aussi, l'affaire est-elle donc portée en justice durant plusieurs années, jusqu'à la Cour suprême qui autorise finalement les travaux de construction en 2011 pour des plans plus modestes du futur musée, au motif principal qu'il n'y a pas d'opposition juridique à ce projet puisque les autorités musulmanes elles-mêmes avaient précédemment décidé d'exploiter ces parcelles à des fins commerciales et d'éducation ; il avait donc cessé d'être un cimetière.

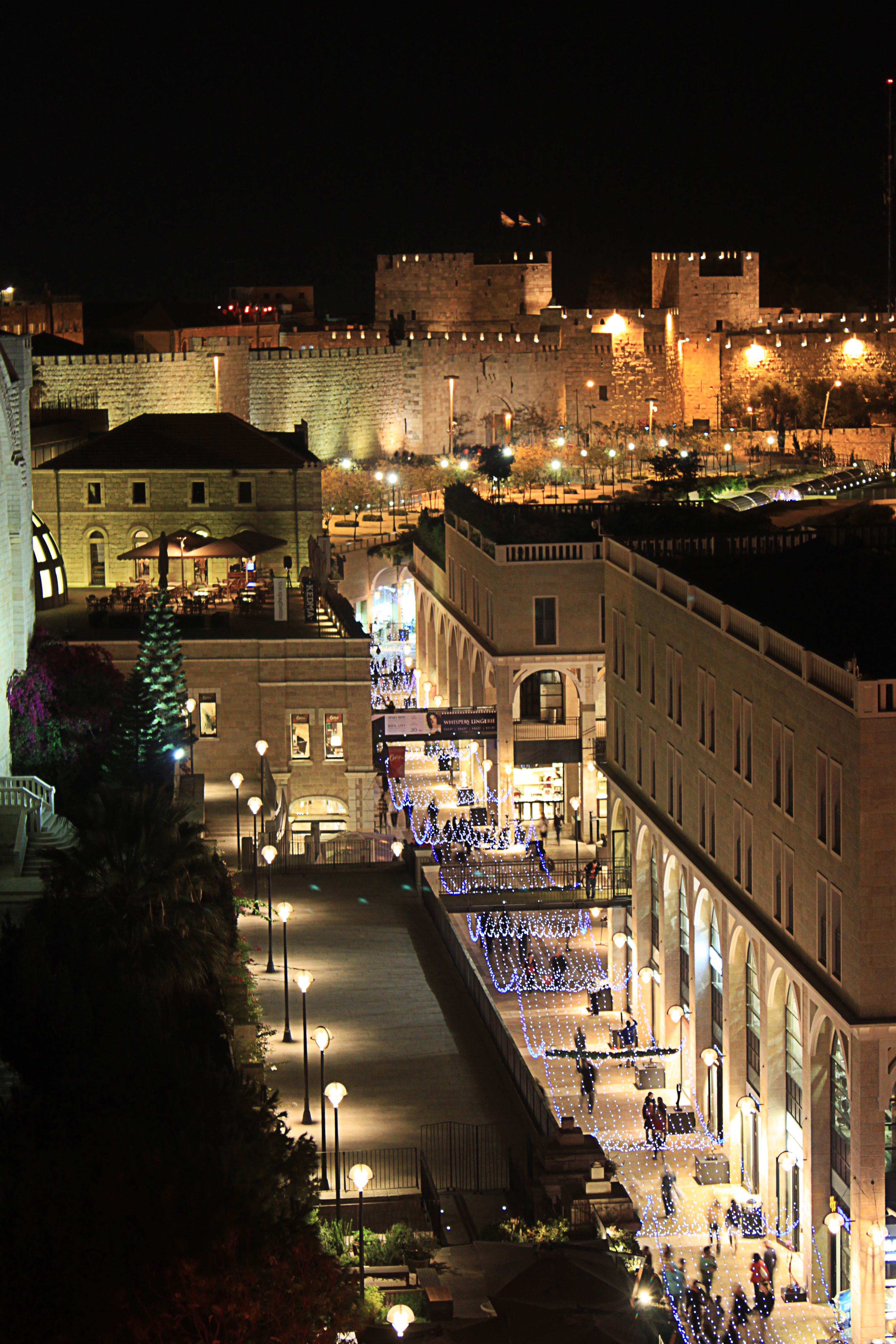
Vue sur le mall du nouveau centre commercial Mamilla donnant sur les murailles de la Vieille ville, la nuit, 2011.

Néanmoins, une quinzaine de familles musulmanes déçues, soutenues par des associations ou acteurs juifs, chrétiens, musulmans et laïques, ont poursuivi leur lutte et porté leur cause jusque devant l'ONU,. Pour autant, les travaux ont avancé et le Musée aurait dû ouvrir ses portes en 2018.

## Centre commercial de luxe de Mamilla
Cette galerie marchande est relativement luxueuse par rapport aux échoppes du souk de la vieille ville. L'endroit est composé d'immeubles d'habitation et de commerce situé à l'extérieur ouest de la porte de Jaffa. Avant la Guerre des Six-jours, cette zone figurait une sorte de frontière entre Israël et la Jordanie, et l'endroit était abandonné.
Après 1967, elle a bénéficié d'un programme de rénovation urbaine achevée en 2007. Le célèbre architecte israélien Moshé Safdie a intégré à ce nouvel espace un grand nombre de structures historiques restaurées du XIXe siècle. Entre autres, s'y trouve cette longue allée piétonne à ciel ouvert, pavée de pierres de Jérusalem, bordée des vitrines de magasins de marque locales et internationales, et de restaurants gastronomiques attirant nombre de visiteurs qui bénéficient à son extrémité d'une vue spectaculaire sur la Vieille ville.

## Parking Carta
Le parking Carta se trouve sous la galerie marchande et il a défrayé l'actualité au cours de l'été 2009, à la suite de la décision de la municipalité de l'ouvrir durant le Shabbat, ce qui a provoqué la colère des juifs religieux de Méa Shéarim.

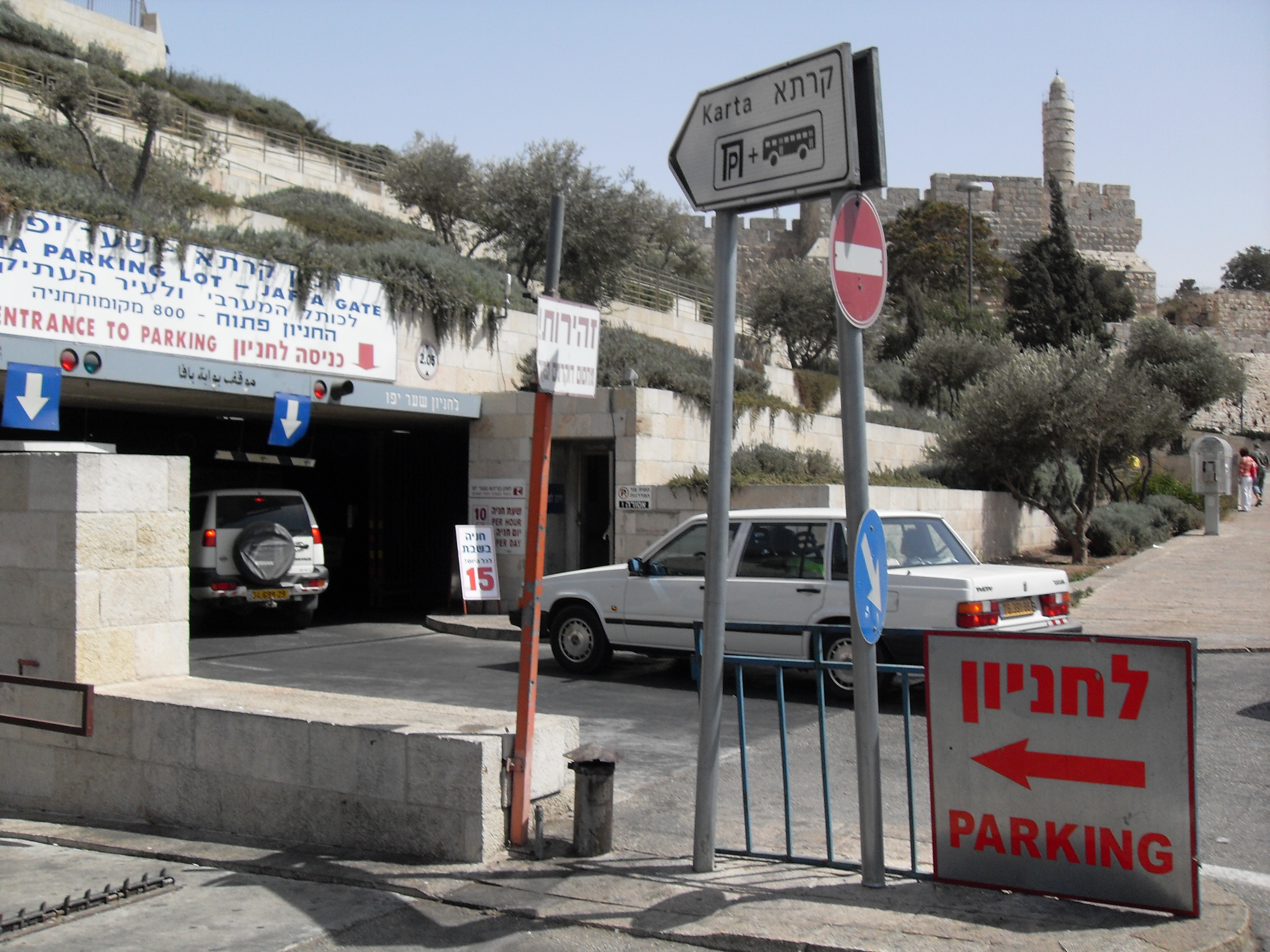
Parking Carta au pied de la tour de David...
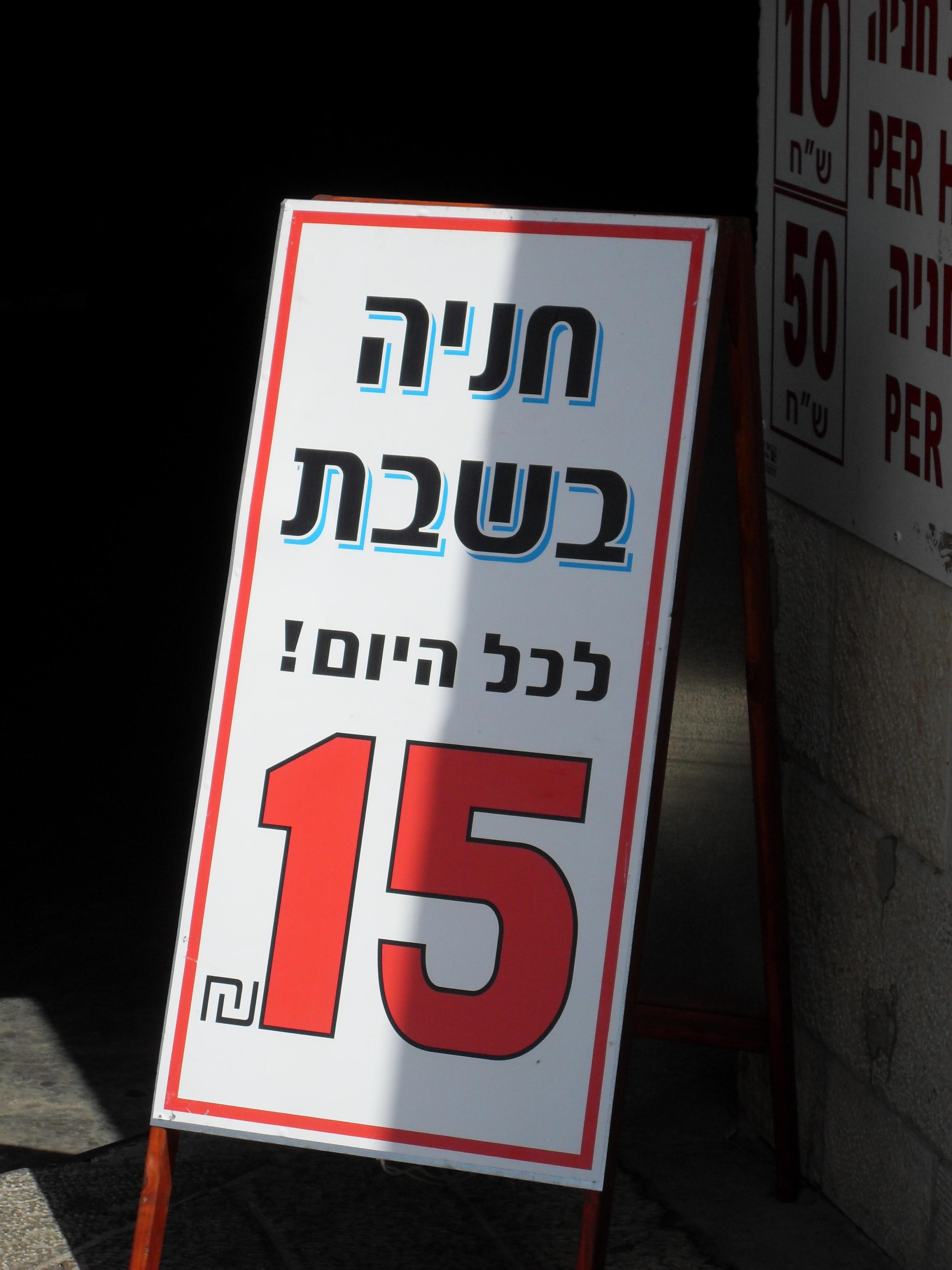
...ouvert le Shabbat toute la journée
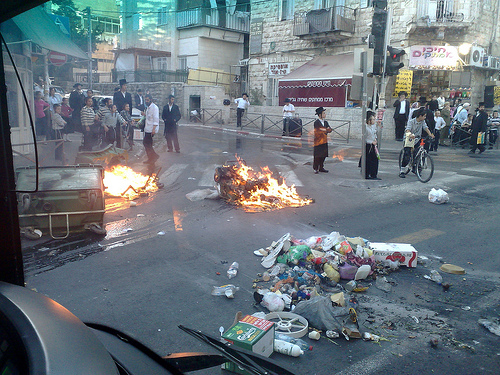
Emeutes à Méa Shéarim (he) - Juillet 2009

## Village fantôme de Kfar David

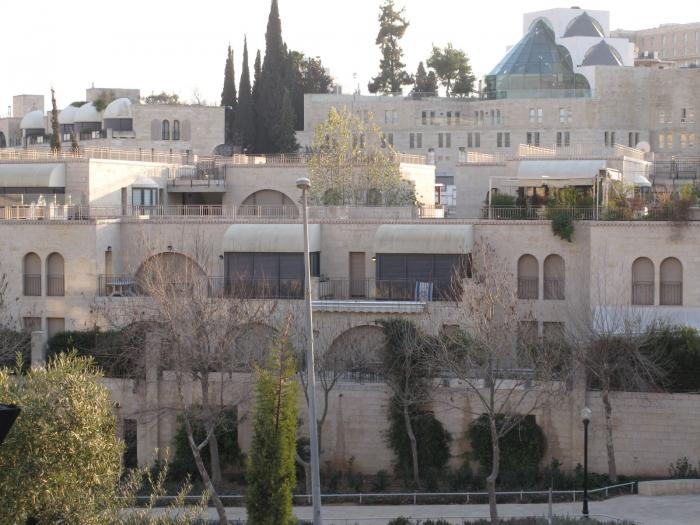
Kfar David à Mamilla

Il s'agit d'un complexe immobilier de grand luxe, situé juste devant la Porte de Jaffa, dont les appartements ont été acquis par de riches juifs américains et européens qui n'y habitent pas. Ce phénomène n'est pas unique ; il s'observe aussi dans plusieurs immeubles des quartiers de Ginot Ha-Ir (גינות העיר) et dans les villes d'autres pays (New York, Miami, Londres, Melbourne ou Vancouver).